# ニューイングランド・ペイトリオッツ
ニューイングランド・ペイトリオッツ（英語: New England Patriots、略称: NE）は、アメリカ合衆国マサチューセッツ州フォックスボロに本拠地をおくNFLチーム。AFC東地区に所属している。ホームスタジアムとチーム本部は、ボストンの35km南西部に位置するフォックスボロのジレット・スタジアムに位置している。

## 概要
過去11度スーパーボウルに出場し、 6度NFLチャンピオンに輝いている。特に2000年代に入ってからはヘッドコーチ (HC) ビル・ベリチックとクォーターバック (QB) トム・ブレイディのもとで2001年、2003年、2004年、2014年、2016年、2018年シーズンとNFLを制している。
アメリカン・フットボール・リーグ（AFL）創立と共に誕生し、当初のチーム名は公募により決定したボストン・ペイトリオッツ（Boston Patriots）であった。チーム名の由来は本拠ニューイングランド（北東部6州の総称）がアメリカ独立戦争の舞台だった事から愛国者を意味するPatriotsを採用した。1971年、ボストン（マサチューセッツ州）近郊の北東部の州からの要望でニューイングランド・ペイトリオッツに改称した。チームフラッグにはアメリカが独立した際の13州当時の国旗（赤白のストライプに13個の☆）が描かれている。愛称はパッツ（Pats）。

## 歴史

### AFL時代
1959年11月、ビリー・サリバンによってアメリカン・フットボール・リーグ（AFL）8番目そして最後のフランチャイズとしてチームが設立された。
1960年、AFL最初のプレシーズンゲームでバッファロー・ビルズを破った。ホームで迎えた開幕戦ではデンバー・ブロンコスに10-13で敗れた。第2週のニューヨーク・タイタンズ戦で初勝利を挙げた。また第8週の試合でホーム初勝利をあげた。このシーズンはAFL東部地区最下位の5勝9敗で終わった。
1961年、2勝3敗となったところでヘッドコーチのルー・セイバンが解雇され、マイク・ホロバックが就任し残り試合を7勝1敗1分で終えて9勝4敗1分でシーズンを終えた。
1962年も9勝4敗1分の成績を残したがプレーオフ進出はならなかった。
1963年、本拠地をニッカーソン・フィールドからフェンウェイ・パークへ移した。7勝6敗1分けの成績だったが初のプレーオフ進出を果たした。バッファローで行われたビルズ戦に26-8と勝利しAFLチャンピオンシップゲームに初進出を果たしたが、サンディエゴ・チャージャーズに10-51で敗れて優勝はならなかった。AFLに属していた間チームがプレーオフに出場したのはこのシーズンのみであった。なおこの年のオールスターゲームにはチームからジーノ・キャパレッティやニック・ブオニコンティ、ベイブ・パリリら11人が選ばれた。
1964年、キャパレッティがWRとして7タッチダウン、プレースキッカーとしてFG、PATで111得点を挙げシーズンMVPに選ばれる活躍を見せた。10勝2敗1分で迎えた最終戦地元フェンウェイパークで行われたビルズ戦には観客38,021人が入場しソールドアウトとなったが、ファンの期待もむなしく14-24で敗れプレーオフ進出はならなかった。
1965年、開幕から7連敗を喫し、ハロウィンに行われたサンディエゴ・チャージャーズ戦でようやく初勝利を挙げた。11試合終了時点でも1勝8敗2分という成績だったが最後に3連勝を果たし、4勝8敗2分でかろうじてリーグ最下位の成績を免れた。
1966年、1勝2敗1分でスタートしたがFBのジム・ナンスがAFLレコードとなる1,458ヤードを走る活躍を見せ、チームも8勝3敗2分とプレーオフ進出に後一歩のところまで迫った。
1967年、ワールドシリーズにボストン・レッドソックスが進出した関係で最初の5試合をロードでプレイすることとなり、1勝3敗1分でスタートする。前年も活躍したナンスが1,216ヤードを走りシーズンMVPを獲得したが、3勝8敗1分で最下位に終わった。
1968年、4勝10敗で終わり、シーズン終了とともにホロバックHCは解任されクライブ・ラッシュが新しいHCとなった。またこのシーズンを最後に、6シーズンを戦ったフェンウェイパークに別れを告げた。
1969年、本拠地をボストンカレッジのアラムナイ・スタジアムに移した。クライブ・ラッシュヘッドコーチは酔っぱらったままチームの指揮を執り、黒人の守備選手が11人在籍していなかったにもかかわらずオフェンス選手のコンバートなどで守備選手11人全てを黒人選手にそろえるというブラック・パワー・ディフェンス（Black Power Defense）を導入した。しかしチーム状況は好転せず開幕から7連敗を喫し、4勝10敗に終わった。

### 1970年から1992年まで
1970年にAFLとNFLが正式に合併を完了し、NFLのAFC（アメリカンフットボールカンファレンス）東地区に属すこととなった。ミネソタ・バイキングスのQBでNFLのMVPを獲得したジョー・キャップを獲得したがシーズン成績はAFCから参加したチームワーストの2勝14敗に終わった。この年チームはハーバード・スタジアムを本拠地とした。
1971年にチーム名を「Bay State Patriots」と変えた後、同じ年にニューイングランド・ペイトリオッツと改称した。チームは創設以来11年間で4つのスタジアムを転々としていたが、1971年から本拠地をフォックスボロ・スタジアム（710万ドルをかけてわずか325日で完成した）に移した。ドラフトでは全体1位でハイズマン賞を獲得したスタンフォード大学出身のジム・プランケットを指名した。またスタンフォード大学時代にプランケットが好んだWRのランディ・バタハをフリーエージェントで獲得した。開幕戦で強豪のオークランド・レイダースを破った後5連敗を喫したがスーパーボウルに出場したマイアミ・ドルフィンズを破るなど、最終的に6勝8敗で終えた。
1972年、プランケットが2年目のジンクスに見舞われた。2勝1敗でスタートした後、チームは9連敗してしまう。9連敗中にヘッドコーチのジョン・メーザーとゼネラルマネージャーのアプトン・ベルが解雇され、フィル・ベングソンがヘッドコーチとなり4試合の指揮を執ったが1勝しか加えることができず3勝11敗で終わった。

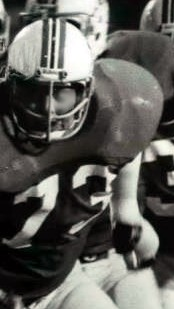
1973年から1985年まで在籍したOGのジョン・ハナ

1973年のドラフトでその後チーム初のNFL殿堂入りを果たすことになるジョン・ハナが加入した。この年のドラフトではチームの歴代通算ラッシングリーダーとなるRBサム・カニンガムやWRダリル・スティングレーが加入し、さらにオクラホマ大学のヘッドコーチとして成功していたチャック・フェアバンクスを新たなHCとして迎えた。シーズンを2勝7敗でスタートするもその後3連勝を果たし、5勝9敗でシーズンを終えた。
1974年には開幕戦でスーパーボウルチャンピオンのドルフィンズに勝利するなど6勝1敗の好スタートを切ったがシーズン後半にわずか1勝しかあげることができず7勝7敗に終わった。
1975年、プランケットが負傷してしまい控えQBのスティーブ・グローガンでシーズンを戦った。3勝11敗に終わりシーズン終了後、チームはプランケットをサンフランシスコ・49ersに放出した。
1976年、チームはプランケットのトレードで得たドラフト権を利用してディフェンスバックのマイク・ヘインズ、ティム・フォックスを獲得、先発QBには2年目のグローガンを起用した。開幕戦を落としたものの続く3試合にドルフィンズ、スティーラーズ、レイダースとAFCの強豪を撃破、チーム創設以来最高の11勝3敗を記録して1963年以来のプレーオフ進出を果たした。プレーオフではレギュラーシーズンに48-17と圧勝したオークランド・レイダースと対戦した。21-17とリードして迎えた試合終盤、QBグローガンがロン・フランシスを狙ってパスを投げたが失敗。相手ラインバッカーのフィル・ビラピアーノがフランシスのパス捕球前にヒットしていたがペナルティは取られず、次のプレイで50ヤードのFGを狙うも失敗に終わる。そしてレイダースに自陣27ヤードまで攻め込まれた3rdダウン18の場面、QBケン・ステイブラーのパスは失敗に終わり勝利に大きく前進したかと思われたが、このプレーでDTレイ・ハミルトンがラフィング・ザ・パッサーの反則を犯していたとしてペイトリオッツ陣内12ヤードでのファーストダウンが与えられた。続いて2つのアンスポーツマンライク・コンダクトの反則が取られ、最後はステイブラーに残り10秒で1ヤードのTDランを決められ21-24で敗れ去った。この試合はレフェリーのベン・ドレイスの名をとって、ベン・ドレイス・ゲームとも言われている。ペイトリオッツのQBグローガンはこの試合について「大事な物を奪われた。嵌められたんだ。」と語り、この試合での無念が晴れることは永遠にないと話した。
1977年は、ジョン・ハナとレオン・グレイの契約が難航、9勝5敗でプレーオフを逃した。
1978年のプレシーズンゲームでスターWRのダリル・スティングレーがオークランド・レイダースのジャック・テイタムのハードヒットを受けてほぼ全身麻痺となりそのまま引退に追い込まれた。主力選手を失ったものの10勝4敗で迎えたビルズ戦、残り8秒でデビッド・ポージーの34ヤードのFGが決まると60,000人のファンは一斉にグラウンドになだれ込んで地区優勝を祝った。最終戦の直前にHCのフェアバンクスがコロラド大学ボルダー校のHCとなることが明らかにされ試合前にフェアバンクスはチームオーナーのビリー・サリバンによってクビにされロン・エルハルトが指揮を執った。プレーオフ1回戦はフェアバンクスが再度サイドラインから指揮を執り、地元シェーファー・スタジアムで戦ったがヒューストン・オイラーズに敗れファンはHCに対してブーイングを行った。
1979年、マンデーナイトフットボールとなった開幕戦のスティーラーズ戦にスティングレーが姿を現わしファンのスタンディングオベーションを受けた。1979年は7勝3敗と好スタートを切ったが最後の6試合で4敗し、9勝7敗に終わりプレーオフを逃した。
1980年はスターRBのサム・カニンガムがシーズン全試合を欠場したが、代わってルーキーRBのバーガス・ファーガスンがチームのルーキーラッシング記録を塗り替える活躍を見せた。チームは6勝1敗でスタートしたものの10勝6敗に終わった。
1981年、過去2シーズンをプレーオフをわずかの差で逃していたチームはプレシーズンゲームを4連勝で終えてファンの期待は高まった。しかし開幕から4連敗しその後の3試合で2勝を挙げたが最後は9連敗で2勝14敗に終わり、同じく2勝14敗だったボルチモア・コルツに2勝を献上してしまうなどのていたらくであった。シーズン終了後HCのエルハルトは解任された。
1982年、ロン・マイヤーを新ヘッドコーチに迎えストライキで短縮されたシーズン、Snowplow Gameと呼ばれたマイアミ・ドルフィンズとのゲームを3-0で勝つなど、8チームが出場したこの年のプレーオフに第7シードで出場を果たした。しかしマイアミで行われたプレーオフ1回戦でドルフィンズに敗れ、プレーオフ未勝利が続いた。
1983年、QBトニー・イースンをドラフト1巡で指名した。チームは鍵になる試合を落とし8勝8敗でプレーオフを逃した。
1984年、ドラフトの全体1位でネブラスカ大学のWRアービン・フライヤーを獲得、トニー・イースンが先発QBとなった。序盤を5勝2敗でスタートしたが連敗したところでマイヤーコーチは解雇されて新HCには元WRのレイモンド・ベリーが就任した。ベリーがコーチに就任してからの最初の4試合中3試合で勝利を収めたが12月に入って3連敗するなど9勝7敗に終わり、プレーオフ進出はならなかった。
1985年にベリーHCは、イースンに代えてグローガンを先発QBとしたがシーズン終盤グローガンは左足を負傷、再びイースンが先発に返り咲いた。チームは6連勝するなど11勝5敗でシーズンを終え、ワイルドカードでプレーオフ進出を果たした。HCベリーは、コーチ・オブ・ザ・イヤーに選ばれた。プレーオフ1回戦でニューヨーク・ジェッツを破りプレーオフでの初勝利を挙げるとレイダース戦では6つのターンオーバーを奪い27-20でAFCチャンピオンシップゲームに進んだ。そして同地区のライバルであるドルフィンズを20連敗していた敵地マイアミで破り第20回スーパーボウルへ出場、シカゴ・ベアーズと対戦することとなった。しかしアービン・フライヤーが家庭内のトラブルで負傷したことが明らかにされるなど雑音を聞きながらスーパーボウルウィークを迎えることとなった。この試合は相手のエースRBウォルター・ペイトンのファンブルなどで3-0と先制したものの、ファーストプレイでTEのリン・ドーソンが負傷退場し、その後ベアーズに連続して46得点を入れられる。ゲーム終了前に1TDを奪ったが、10-46とスーパーボウル新記録となる36点差で大敗した。リーグベストのガードの1人と評価されていたジョン・ハナはスーパーボウル出場を最後に引退した。
1986年、チームはイースンからWRスタンリー・モーガンへのパスゲームをゲームプランの中心に組み立て、モーガンはレシーブで1,500ヤード近くを獲得した。しかしラッシングオフェンスはリーグ最下位に終わった。11勝5敗で地区優勝を果たしプレーオフ1回戦で敵地デンバーに乗り込んだが第4Q終盤、ジョン・エルウェイからバンス・ジョンソンへのタッチダウンパスが決まりブロンコスに敗れた。その後チームは8年間プレーオフから遠ざかることとなった。
1987年、選手のストライキが起きた期間に地元ボストンカレッジ出身で1984年にハイズマン賞を取ったダグ・フルーティが加入した。ディフェンス選手の多くがストライキに参加してその間の3試合は代替選手がプレーした。
1988年、オーナーだったサリバンファミリーは事業の失敗などで巨額の損失を出したため8400万ドルでチームは売却された。このシーズンはフルーティが最初の5試合に先発したが、その後イースンが先発QBとなった。これは成功を修め9勝7敗となりわずかの差でプレーオフを逃した。
1989年、チームのディフェンスの中心だった3選手、アンドレ・ティペット、ガリン・ベリス、ロニー・リペットがプレシーズンゲームの同じ試合で負傷戦列を離脱してしまうという不運もあり5勝11敗に終わった。
1990年、フルーティはカナディアン・フットボール・リーグに移籍、長年ゼネラルマネージャーを務めていたディック・スタインバーグもジェッツのゼネラルマネージャーとなるためチームを離れた。ベリーHCも解雇され、ピッツバーグ・スティーラーズのディフェンシブ・コーディネーターであったロッド・ラストが新しいヘッドコーチとなった。この年チームは創設以来最悪の1勝15敗に終わる。9月17日、ボストンヘラルドの26歳の女性レポーターリサ・オルソンに対してチームのロッカールームでセクハラ行為を複数の選手が行ったことが報道された。このスキャンダルに対してNFLコミッショナーのポール・タグリアブはチームに5万ドルの罰金、TEジーク・モワット、WRマイケル・ティンプソン、RBロバート・ペリーマンの3選手にもそれぞれ罰金が課された。
1991年、6勝10敗で地区4位に終わる。
1992年にはチームが売却されてセントルイスへ移転するのではないかという報道があった。しかし移転は行われずチームは2勝14敗に終わった。シーズンオフにチームはディック・マクファーソンHCを解雇、ニューヨーク・ジャイアンツで2度スーパーボウルを制覇（1987年、1991年）したビル・パーセルズと契約した。

### ブレッドソー時代

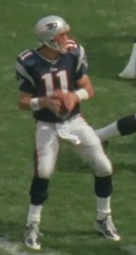
QBのドリュー・ブレッドソー

1993年のドラフトでは全体1位指名でドリュー・ブレッドソーを獲得した。このシーズンは5勝11敗に終わった。
1994年にはドラフト全体4位でウィリー・マクギネスト（後に3度のスーパーボウル制覇に貢献）を獲得した。シーズン途中まで3勝6敗と低迷していたが、最後の7試合を連勝して10勝6敗としてプレーオフ出場を果たした。ブレッドソーはリーグトップとなるパス4,555ヤードを記録するなどの活躍で自身初のプロボウルに選出された。
1995年は6勝10敗にとどまった。TEベン・コーツは2年連続でプロボウルとオールプロの両方に選出された。
1996年シーズンチームは11勝5敗で地区優勝を果たすと、第2シードで出場したプレーオフでは安定した戦いを見せ勝利し第31回スーパーボウルに出場を果たした。スーパーボウルでは第1Qにブレッドソーが2TDパスを決め14-10とリードを奪うも、第2Qに17点を決められ突き放される。ブレッドソーは第2Q以降TDパスを決められず、逆に4つのINTを喫するなどしてブレット・ファーブ擁するグリーンベイ・パッカーズに21-35で敗れた。この試合を最後にHCパーセルズはジェッツに去った。
1997年、ピート・キャロルがHCに就任した。パーセルズがHCを務めるニューヨーク・ジェッツとの間で何人もの選手やコーチが移籍し、その中にはRBのカーティス・マーティンも含まれていた。チームは10勝6敗で地区優勝を果たし、プレーオフ1回戦でドルフィンズを17-3で破ったがピッツバーグ・スティーラーズに6-7のロースコアゲームで敗れた。
1998年には9勝7敗でAFC東地区4位ながらプレーオフに進出したが、1回戦でジャクソンビル・ジャガーズに敗れた。
1999年、序盤はブレッドソーが13TDパスに対しわずか4INTと好調でチームも6勝2敗でシーズンを折り返したが、シーズン後半はブレッドソーが6TDに対して17INTを献上するなど調子を崩し、チームも失速して8勝8敗に終わった。シーズン終了後HCキャロルは解雇された。

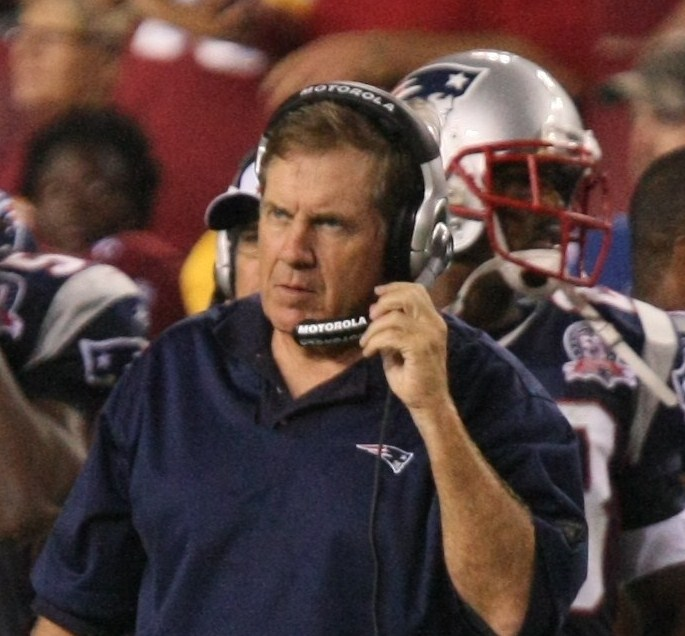
2000年にHCに就任したビル・ベリチック

2000年、元クリーブランド・ブラウンズのヘッドコーチで、ニューヨーク・ジャイアンツ時代にディフェンシブ・コーディネーターとしてビル・パーセルズと共に2度のスーパーボウル制覇を経験したビル・ベリチックが就任した。当初ベリチックはパーセルズのあとを引き継いでニューヨーク・ジェッツのHCに就任したが、それを辞任してペイトリオッツと契約した。これに対してジェッツとパーセルズが異議を申し立て、NFLコミッショナーが認めた為ペイトリオッツは2000年度のドラフト1巡指名権との交換という形でベリチックと契約した。ベリチックはオーナーのロバート・クラフトからゼネラル・マネージャーとしての権限も託された。しかし開幕から4連敗と躓くと、シーズン中盤にも4連敗で早々にプレーオフ戦線から脱落した。1999年シーズンにリーグ8位と健闘したディフェンスの成績が大きく下降し、オフェンスも低調に終わり5勝11敗でシーズンを終えた。

### ブレイディ時代

#### 2001年シーズン

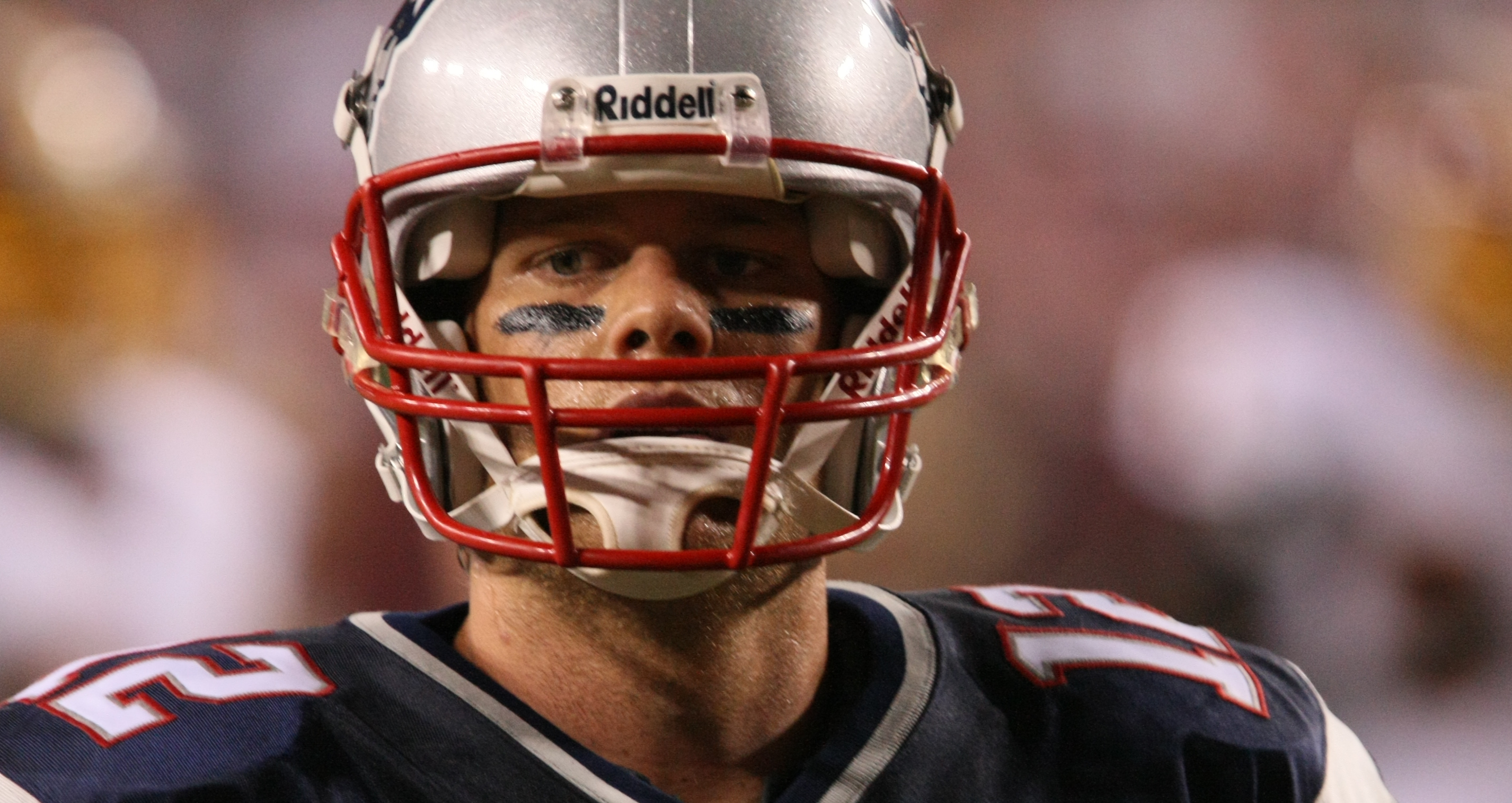
2001年シーズン中よりレギュラーに定着したトム・ブレイディ

2001年、ドラフト全体6位で大型新人のリチャード・シーモアを獲得したが、昨シーズンは攻守とも低調だったこともあり下馬評には乗らなかった。チームは開幕戦に敗れると、第2週のニューヨーク・ジェッツ戦ではエースQBドリュー・ブレッドソーがモー・ルイスの強烈なタックルを受けて負傷退場し、控えQBのトム・ブレイディに交代した。ブレイディは2000年のドラフト6巡指名（全体199位）選手で、ルーキーシーズンは3回パスを投げただけであった。この試合にも敗れチームは連敗スタートとなったが第3週のインディアナポリス・コルツ戦で初勝利をあげる。第5週のサンディエゴ・チャージャーズ戦ではブレイディがキャリア初のTDパスを決めるとともに、第4Qには10点差のビハインドから残り40秒でこの日2つ目のTDパスを通し同点とすると、オーバータイムでアダム・ビナティエリが44ヤードのFGを決めて劇的な勝利を収めた。長年チームを引っ張ってきたブレッドソーの離脱はチームに大きな影響を与えるかと思われたが、リスクを避けボールコントロールを重視するブレイディのプレースタイルは徐々にチームにフィットしていった。チームは勝ち負けを繰り返し第10週でセントルイス・ラムズに敗れ5勝5敗となるが、その後ベリチックの指揮するディフェンスとブレイディによるゲームメイクオフェンスの両者が揃い勝利を積み重ね、11勝5敗でAFC東地区優勝を果たした。
タック・ルール・ゲームと呼ばれたAFCディビジョナル・プレーオフでは豪雪の中オークランド・レイダースと対戦した。第4Qまで10点をリードされる苦しい展開となるが終盤に追い上げると、試合時間残り2分6秒からはじまったドライブでは疑惑の判定があったのち、吹雪の中ビナティエリが残り32秒で45ヤードのFGを決め同点としオーバータイムに突入。最後はビナティエリが23ヤードの決勝FGを決めて勝利した。敵地ピッツバーグに乗り込んだAFCチャンピオンシップゲームでのピッツバーグ・スティーラーズ戦では第2Q終盤でブレイディが足を負傷するアクシデントに見舞われる。しかし代わったブレッドソーがTDパスを決めるなどしっかりと代役を果たすと、スペシャルチームがビッグプレーを連発してリードを広げ、最後はスティーラーズの反撃を振り切って24-17で勝利し5年ぶり3度目のスーパーボウル出場を果たした。
第36回スーパーボウルでは専らマスコミはQBカート・ワーナー、RBマーシャル・フォーク擁するセントルイス・ラムズの圧倒的な勝利を予想した。しかし試合が始まるとペイトリオッツディフェンスがCBタイ・ローのインターセプト・リターンTDなどでラムズのハイパーオフェンスを抑え、オフェンスではブレイディからデイビッド・パッテンへのTDパスなどが決まるなど一時はペイトリオッツが17-3とリードする展開となった。しかし第4Qにラムズの逆襲が始まると、リッキー・プロールのTDが決まり試合終盤で17-17の同点となった。
タイムアウトをすでに使い切っていたこともあり、解説を務めていたジョン・マッデンは「フィールドポジションも悪く、タイムアウトが一つも無い中で新人QBがFG圏内まで持っていくのは無理だ。オーバータイムにもつれるだろう。」と解説していた。しかし自陣17ヤード、試合時間残り1分21秒からのドライブをブレイディはスパイクなどを使って時間をコントロールしFG圏内まで前進させる。最後は残り7秒からアダム・ビナティエリが48ヤードの決勝FGを決めてタイムアップとなった。当時全盛だったラムズをペイトリオッツが破ったことはリーグに衝撃を与えた。スーパーボウルMVPを獲得したブレイディはルックスの良さも手伝って一躍NFLのスーパースターとなった。24歳でのスーパーボウル制覇は当時のスーパーボウル優勝QB最年少記録であった。シーズンオフにブレッドソーはバッファロー・ビルズに移籍した。

#### 2002年シーズン

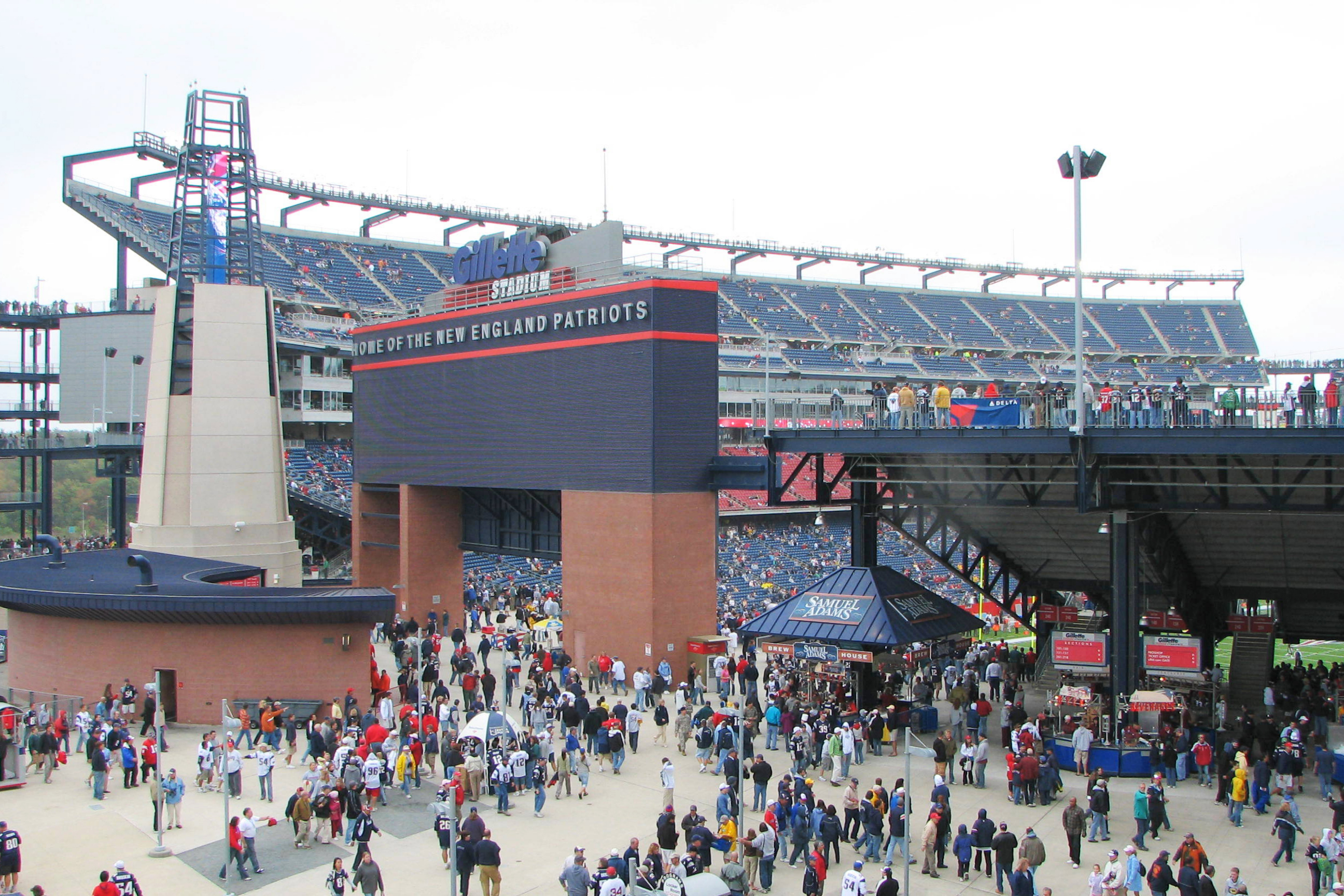
2002年から現在まで使用しているジレット・スタジアム

2002年、本拠地をこれまでのフォックスボロ・スタジアムからジレット・スタジアムに移した。第3週ではカンザスシティ・チーフスをオーバータイムで破るなど3連勝と好スタートを切るが、その後4連敗と失速する。5勝5敗で迎えた第10週のシカゴ・ベアーズ戦では最大21点差をつけられるも残り2分54秒で5点差までつめ寄り、続くベアーズの攻撃を1stダウン獲得まで残り1ヤードというところで食い止め3ダウンアウトに追いこむと、残り1分50秒からはじまったドライブをビデオ判定や4thダウンギャンブルを交えながら前進させ、最後は残り30秒でブレイディがパッテンにTDパスを通し33-30で劇的な逆転勝利をおさめた。
以後調子を取り戻したチームはプレーオフでの因縁が残るオークランド・レイダースには敗れたが11月を4勝1敗と波に乗り、第14週のビルズ戦ではブレッドソーから4つのINTを奪い勝利をあげプレーオフ進出に前進した。しかし第15、16週とチームは2連敗を喫しAFC東地区は大混戦となった。迎えたシーズン最終節は同地区のマイアミ・ドルフィンズと対戦する。このときペイトリオッツは8勝7敗、ドルフィンズは9勝6敗で、さらに8勝7敗のニューヨーク・ジェッツにもAFC東地区優勝の可能性があった。試合はドルフィンズペースで進み、残り4分59秒を残した時点で11点のリードを許していたが、そこからブレイディはこの日初めてのTDパスを通すと共に2ポイント・コンバージョンも成功させて3点差、残り2分11秒で再びボールを得るとビナティエリが43ヤードのFGを決めて試合はオーバータイムに突入し、最後は再びビナティエリが35ヤードのFGを決めて劇的な勝利を収めた。しかしジェッツも最終節でグリーンベイ・パッカーズに勝利し、この結果タイブレーカーでジェッツが地区優勝を決めたためペイトリオッツは9勝7敗でプレーオフ出場を逃した。

#### 2003年シーズン
オフにプロボウル選出経験のあるSロドニー・ハリソンを獲得するも、ディフェンスの中心選手で4度のプロボウル選出を誇るSロウヤー・ミロイを開幕5日前に放出した。ミロイは2日後に開幕戦の相手であったバッファロー・ビルズと契約し、その開幕戦でチームは31-0で敗れた。ブレイディは自己ワーストの4INTでキャリア初の完封負けを喫した。さらに第4週でも敗れ2勝2敗とスタートで躓き、中心選手の放出と相俟ってHCベリチックへの批判は強まった。
しかしここからチームは立て直し快進撃をはじめる。第7週のマイアミ・ドルフィンズ戦では試合終盤のFGをリチャード・シーモアがブロックしオーバータイムに突入すると、コイントスでもめたオーバータイムではドルフィンズのKオーリンド・マレーがFGに失敗、ドルフィンズ2度目の攻撃ではINTを奪い、直後のプレーでブレイディがWRトロイ・ブラウンへ82ヤードのTDパスを決め劇的な勝利をおさめた。第9週では敵地マイル・ハイでデンバー・ブロンコスと対戦。第4Q、1点を追いかけるペイトリオッツは自陣1ヤード地点で4thダウンに追い込まれるが、HCベリチックはパントではなく故意のセーフティーを指示する。その結果2点を与え3点差となるが、自陣20ヤードからのフリーキックはブロンコス・リターナー陣の判断ミスもあって64ヤードのビッグパントとなり敵陣15ヤードまで陣地を回復することに成功する。続くブロンコスの攻撃をしのぐと、逆転を賭けたドライブではブレイディがRBケビン・フォークに次々とパスを通し前進していき、最後は残り36秒でWRデイビッド・ギブンスにTDパスを決め30-26で逆転勝利をおさめた。第12週のヒューストン・テキサンズ戦では第4Q残り40秒でブレイディがTEダニエル・グラハムにTDパスを決め同点に追いつくと、テキサンズのレシーブからはじまったオーバータイムでは5回の攻守交代を経て、最後はペイトリオッツの3度目の攻撃でビナティエリが28ヤードの決勝FGを決め23-20で勝利した。続く第13週のインディアナポリス・コルツ戦では第4Q残り40秒でコルツにエンドゾーン前2ヤードまで攻め込まれるも、2度のラン、3rdダウンのパス、4thダウンのランと4度の攻撃を全て凌ぎ切り38-34でコルツの猛追を振り切った。レギュラーシーズン最終週では開幕戦で敗れたビルズに対し、ブレイディの4TDパスの活躍で31-0と開幕戦と同じスコアでリベンジを果たした。ペイトリオッツは14勝2敗でAFC第1シードを獲得し、12連勝でレギュラーシーズンを終えた。
-15℃の中行われたディビジョナル・プレーオフではビナティエリのFGが決勝点となり17-14でこの年のCO-MVPスティーブ・マクネア率いるテネシー・タイタンズに勝利した。そして雪の中、ホームのジレット・スタジアムで行われたAFCチャンピオンシップゲームでは、同じくCO-MVPのペイトン・マニング率いるインディアナポリス・コルツと対戦した。ワイルドカード・プレーオフではデンバー・ブロンコスを相手に41得点、ディビジョナル・プレーオフではカンザスシティ・チーフスを相手に38得点をあげるなど圧倒的な攻撃力を誇ったコルツのハイパー・オフェンスに対し、ペイトリオッツは多彩なスキームを駆使したパスラッシュで4つのサックを浴びせるなどQBマニングを苦しめ、強力レシーバー陣にはバンプを多用したフィジカルなパス・カバレッジと執拗なハードヒットで対抗した。ペイトリオッツはコルツから4つのインターセプト（うち3つはタイ・ロー）を含む5つのターンオーバーを奪うなど、セカンダリー陣を中心にハードなディフェンスでコルツオフェンスを圧倒した。3INTを記録したCBローはコルツのエースWRマービン・ハリソンをわずか3キャッチ（うち1つでファンブルロスト）19ヤードに抑えこんだ。この試合でペイトリオッツのセカンダリー陣が見せたパスカバーは次のシーズンから通称タイ・ロー・ルールとして厳格化されている。オフェンスではオープニングドライブでタッチダウンを奪った以降はビナティエリの5本のFGで常にリードを保ち、24-14で勝利した。そしてテキサス州ヒューストンのリライアント・スタジアムで行われた第38回スーパーボウルではジェイク・デローム率いるカロライナ・パンサーズと対戦。第4Qに37点が入り乱れた激戦は残り9秒でアダム・ビナティエリが41ヤードの決勝FGを決めて32-29で勝利し、2年ぶり2度目のスーパーボウル制覇を果たした。ブレイディが2度目のスーパーボウルMVPに輝き、真っ赤なキャデラックを手に入れた。

#### 2004年シーズン
ホームで行われた開幕戦では2003年シーズンのチャンピオン・バナーが掲げられるセレモニーが催されたのち、昨シーズンのチャンピオンシップゲームで戦ったインディアナポリス・コルツと対戦した。第4Q残り48秒で3点リードのペイトリオッツは追い上げるコルツにFGでの3点がほぼ確実な自陣17ヤード地点まで攻め込まれる。しかし3rdダウンでウィリー・マクギネストがフリーでマニングをサックし29ヤード地点まで後退させると、最後はKマイク・ヴァンダージャットの48ヤードFGが外れ27-24で接戦を制した。その後開幕から第8週にピッツバーグ・スティーラーズに敗れるまで6連勝を果たし、前シーズンから続く連勝記録(ポストシーズンを含む)を21としてNFL新記録を樹立した。40-22で勝利した第9週のセントルイス・ラムズ戦では、CBアサンテ・サミュエルが怪我で一時試合から下がるとWRトロイ・ブラウンがCBとして出場した。CB陣に怪我人が続出していたチームの苦肉の策であったが、ブラウンは期待にこたえシーズンでチーム2位タイとなる3つのINTを記録した。さらにこの試合ではLBマイク・ブレイベルがTDレシーブを決め、Kアダム・ビナティエリがFG隊形からトロイ・ブラウンにTDパスを決めている。チームはレギュラーシーズンを14勝2敗で終え、第2シードでプレーオフに進出した。
ディビジョナル・プレーオフでは昨年のプレーオフに続きコルツと対戦した。当時のNFL記録である49TDパスを記録したQBマニング率いるコルツのハイパーオフェンスに対し、ペイトリオッツはDEリチャード・シーモア、エースCBのタイ・ローと2番手CBタイローン・プールなど主力を欠いていたにもかかわらず攻守に渡ってコルツを圧倒して20-3で勝利をおさめた。この試合はコルツがTDを奪えなかったシーズン唯一の試合となった。続くAFCチャンピオンシップ・ゲームでは敵地ハインツ・フィールドでレギュラーシーズンで敗れたピッツバーグ・スティーラーズと対戦した。ペイトリオッツはスティラーズのファーストドライブでINTを奪いFGで先制すると、次のドライブでもターンオーバーを奪い早々に主導権を握る。ブレイディが安定したプレーでオフェンスを展開すると、WRディオン・ブランチがランとパスの双方でビッグプレーを、Sロドニー・ハリソンがインターセプト・リターンTDを決めるなどしてリーグ最少失点のディフェンスを誇るスティーラーズから41点を奪い41-27で勝利した。41失点はスティーラーズのシーズン最多失点となった。そしてディフェンディング・チャンピオンとして臨んだ第39回スーパーボウルでは、QBドノバン・マクナブやWRテレル・オーウェンスを擁するNFCチャンピオンのフィラデルフィア・イーグルスから4つのターンオーバーを奪うなどして24-21で勝利し、スーパーボウル連覇を達成した。
連覇という偉業に加え、4年間で3度のスーパーボウル制覇を成し遂げたことでチームは「Patriots Dynasty」（ペイトリオッツ王朝）を築きあげたと言われた。2002年はプレーオフ出場を逃しているため、ペイトリオッツはポストシーズンで一度も負けることなく4年で3度のスーパーボウル制覇を成し遂げた。リーグで最も得点をあげたオフェンスをわずか3点に抑え、リーグで最も失点が少なかったチームから41点をあげ、4年間で3度目のスーパーボウル制覇を達成したこのポストシーズンでの一連のパフォーマンスは00年代のペイトリオッツの最盛期として評価され、NFL.comから「00年代最高のチーム」に選ばれている。

#### 2005年シーズン

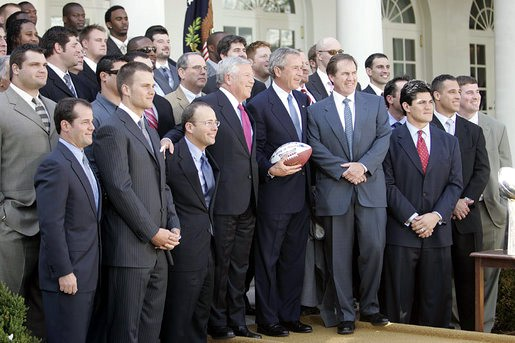
2005年4月13日、第39回スーパーボウル制覇のセレモニーにて（ローズ・ガーデン）。当時のジョージ・ブッシュ大統領とペイトリオッツのメンバー

オフに3度のスーパーボウル制覇を支えたWRデイビッド・パッテン、LBテッド・ジョンソン、CBタイ・ローがチームを離れ、ディフェンスキャプテンのブルースキが脳梗塞に倒れてシーズンインに間に合わなかった。さらにビル・ベリチックと共にトリプレッツとして連覇を支えたチャーリー・ワイス、ロメオ・クレネルの両コーディネーターが他チームのHCに就任するためにチームを去った。この年のドラフト7巡目でQBマット・キャセルを指名した。 NFL史上初の3連覇が期待されるなか、第3週のピッツバーグ・スティーラーズ戦ではビナティエリが第4Q残り5秒から45ヤードのFGを決めて23-20で勝利するも、続く第4週でドリュー・ブリーズ率いるサンディエゴ・チャージャーズに2年間負けのなかったホームで41-17の大敗を喫し、2003年から続いていたホーム連勝記録は21で途絶えた。第5週ではマイケル・ヴィックを欠くアトランタ・ファルコンズをビナティエリのキャリア19回目となるウイニングFGで破るも、第9週ではインディアナポリス・コルツにホームで40-21で大敗しシーズンの折り返しを4勝4敗とつまずいた。この試合では冷静なブレイディがサイドラインに引き上げるオフェンス陣に声を荒らげ、サイドラインではコップを地面に叩きつけフラストレーションを爆発させるなど、らしくない姿を見せた。シーズン後半は復帰したブルースキを中心に低迷していたディフェンスを持ち直し、10勝6敗でAFC東地区制覇を達成した。
ワイルドカード・プレーオフではホームでジャクソンビル・ジャガーズに28-3で完勝しプレーオフ10連勝というNFL新記録を樹立した。しかし続くAFCディビジョナル・プレーオフでは第6週で敗れたデンバー・ブロンコスと対戦し、ブレイディにとって現在も鬼門となっているマイル・ハイ（ブレイディのキャリアで1勝4敗と最も負け越しているアウェーゲーム)で敗れ、史上初の3連覇は夢と消えた。ブレイディにとってプレーオフでの敗戦はキャリア初のことであった。
シーズンを通しての敗因として前述のコーディネーターの離脱や、怪我人が続出したこと（特にSロドニー・ハリソンとLTマット・ライトの怪我）、昨シーズンにラン1,635ヤード（平均4.7ヤード）と活躍したRBコーリー・ディロンの不振（ラン733ヤード、平均3.5ヤード）、タイ・ローとタイローン・プールのスターター2人が抜けた（プールは怪我）CB陣の穴を埋められなかったことなどが上げられる。

#### 2006年シーズン

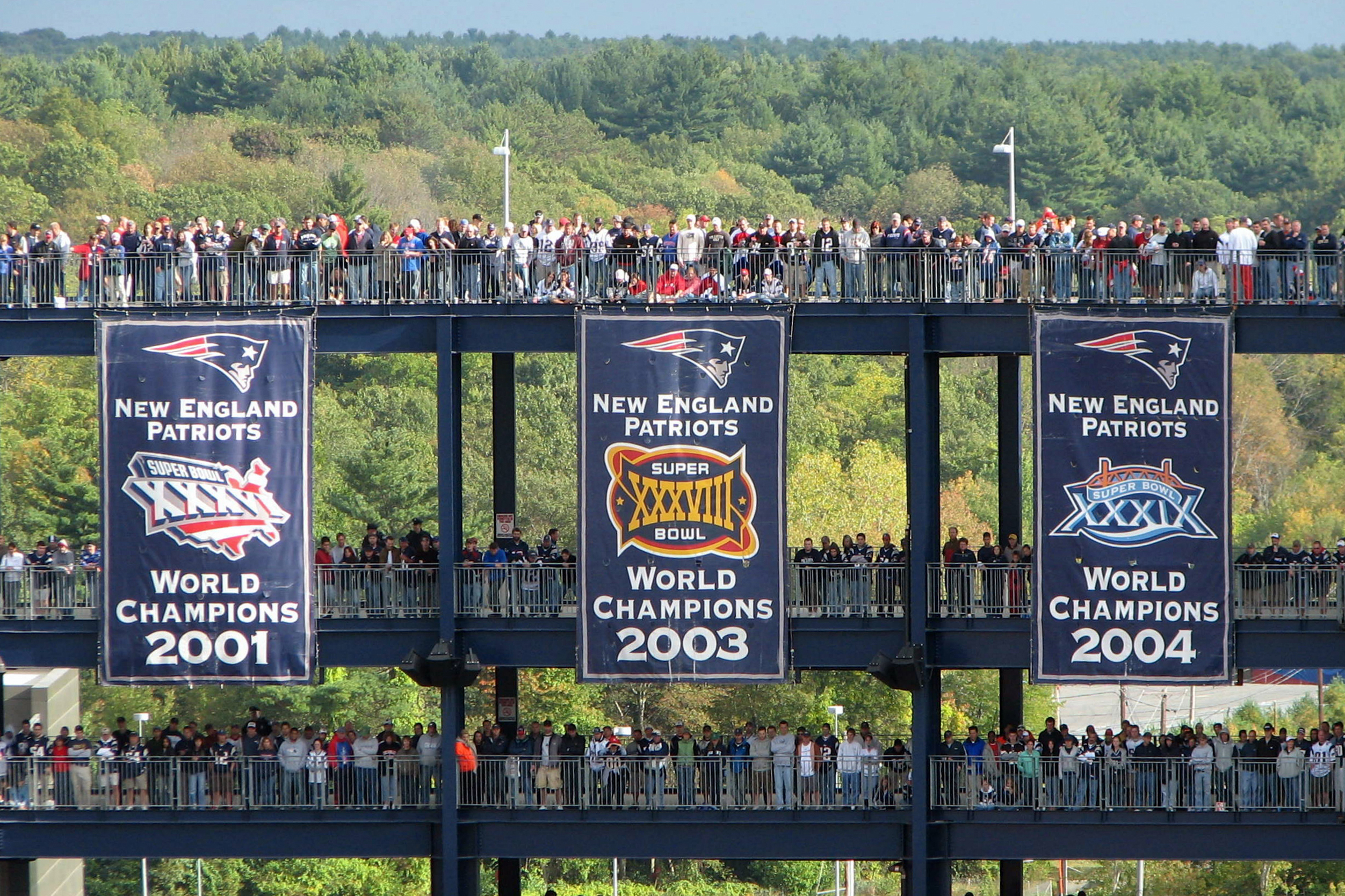
ジレット・スタジアムに掲げられている3つのスーパーボウル・チャンピオン・バナー

オフにチームを幾度となく勝利に導いたKアダム・ビナティエリとの契約を延長せず（ビナティエリはライバルのコルツと契約した）、長年チームを支えたLBウィリー・マクギネストを放出した。さらにスーパーボウルMVPのディオン・ブランチ、プレーオフで勝負強さを発揮したデイビッド・ギブンスの2人のスターターWRがチームを離れた。チームは6勝1敗と好スタートを切るが、第9週にホームでインディアナポリス・コルツに27-20で敗れると続くニューヨーク・ジェッツ戦にも敗れ、2002年以来57試合なかった連敗を喫した（NFL記録はサンフランシスコ・49ersの60試合）。しかし第11週でブレット・ファーブ率いるグリーンベイ・パッカーズに35-0で圧勝すると、第12週にはNFLトップのディフェンスを誇るシカゴ・ベアーズを17-13の接戦で破った。この試合でケビン・フォークはRBのパスレシーブ回数の、QBブレイディはスターターQBとして76勝目をあげ、それぞれペイトリオッツのフランチャイズ記録を塗りえた。その後も安定して勝利を重ね、レギュラーシーズンを12勝4敗で終えた。なお最終週のテネシー・タイタンズ戦で控えのベテランQBビニー・テスタバーディがTDパスを決め、キャリアで20シーズン連続となるTDパスを記録した。
チームは昨季不調だったディフェンスが調子を取り戻し、ランではルーキーのローレンス・マローニーがベテランRBコーリー・ディロンの衰えを補った。昨シーズンはパスディフェンスでエースCBタイ・ローの抜けた穴を埋めきれなかったが、このシーズンは4年目のアサンテ・サミュエルがリーグトップタイの10INTの活躍を見せ、チームとして22のINTを奪った（リーグ4位）。しかし弱体化したレシーバー陣はTDリーダーがトロイ・ブラウンとリチェ・コールドウェルでそれぞれ4つ、獲得ヤードはコールドウェルがチームトップで760ヤードと、一部からパス隊形のショットガンを皮肉ったポップガン（紙鉄砲）と揶揄された。

ワイルドカード・プレーオフでは元ペイトリオッツのディフェンシブ・コーディネーターであるエリック・マンジーニがHCを務めるニューヨーク・ジェッツを37-16で破ると、続くディビジョナル・プレーオフではシーズンMVPを獲得したラダニアン・トムリンソンを擁する第1シードのサンディエゴ・チャージャーズと対戦した。試合はチャージャーズに常にリードを許す苦しい展開となる。ペイトリオッツは7点ビハインドの残り6分25秒で4thダウン5ヤードからブレイディがパスを試みるが、これをチャージャーズのマーロン・マクレーにインターセプトされてしまう。しかしベテランWRトロイ・ブラウンがすぐにタックルを仕掛けると、掻きだすようにしてファンブルを誘い、これをペイトリオッツのWRコールドウェルがリカバーし再び攻撃権を得た。このドライブでTDを奪うと2ポイント・コンバージョンを成功させて同点とし、次のドライブでKスティーブン・ゴストコウスキーのFGが決まり逆転すると最後はチャージャーズのKネイト・ケーディングの54ヤードのFGが外れ、接戦の末24-21で勝利した。試合後ペイトリオッツの選手はフィールドの中央でチャージャーズのロゴを踏みつけるようにして、チャージャーズのLBショーン・メリマンの代名詞と言えるメリマンダンスを踊り喜びを表したが、これに対してトムリンソンは不快感を表した。チームを救ったWRトロイ・ブラウンのプレーにはファンやチームメイトを中心に称賛の声が相次いだ。LBブルースキは「彼は素早いスイッチの切り替えでレシーバーからディフェンダーになったんだ。」と語り、DEリチャード・シーモアは「とっさのことだったんだろう。それは間違いない。だがあのときの彼はレシーバーではなく、一人のフットボール・プレイヤーだった。彼は常にああいうプレーが披露できる。俺が尊敬する男、それがトロイ・ブラウンさ。」と称賛した。続くAFCチャンピオンシップゲームではライバルのインディアナポリス・コルツと激突。ペイトリオッツは序盤にアサンテ・サミュエルのインターセプト・リターンTDなどで21-3とリードしたが、終盤になるにつれWRの力不足、高齢化してきたディフェンス陣のスタミナ不足といったチームが抱えていた問題点が浮き彫りとなり最終的に34-38で逆転負けを喫した。
シーズンを通してブレイディは4人の選手にそれぞれ40回以上のパス投げ、24個のタッチダウンパスを10人に投げ分けタレント不足のチームをチャンピオンシップゲームにまで導いたが多彩なレシーバー陣を誇るコルツに限界を見せつけられる形となった。

#### 2007年シーズン
チームはオフに積極的な補強を行う。フリーエージェントからLBアディリアス・トーマス、RBサミー・モリス、WRダンテ・ストールワースなどを獲得。さらにマイアミ・ドルフィンズからWRでスペシャルチーマーのウェス・ウェルカーをドラフト7巡指名権とのトレードで、そしてオークランド・レイダースからランディ・モスを4巡指名権とのトレードで獲得した。ペイトリオッツ加入にあたりモスは大幅なサラリーカットを受け入れた。チームは開幕戦のニューヨーク・ジェッツ戦でジェッツのディフェンスシグナルを盗撮していたという違反行為を犯す。この違反行為で2008年度のドラフト1巡指名権を剥奪され（チームはこの年の1巡指名権を2つ持っていたが剥奪されたのは1つ）さらに25万ドルの罰金を課せられた。スパイゲートと名付けられたこの事件でペイトリオッツとHCビル・ベリチックは多くのメディアやフットボールファンから非難を受けるが、チームは開幕から快進撃を続ける。ミネソタ・バイキングス時代は5度プロボウルに選出されるなど実力は確かながら、ここ数年精彩を欠いていたモスはペイトリオッツで本来の輝きを取り戻しTDを量産すると、小兵のウェルカーがチームトップのレシーブ回数でパス攻撃を引っ張った。
リーグ最高クラスのレシーバー陣を手に入れたブレイディはパサーとしての能力を最大限に発揮し、第7週のマイアミ・ドルフィンズ戦ではパス354ヤード6TD、QBレイティング満点の158.3を記録するなど第8週までで1試合平均41得点という爆発的なオフェンスを指揮した。第9週では同じく無敗のインディアナポリス・コルツと対戦し、第4Qで一時10点差をつけられるがブレイディからケビン・フォークへのTDパスが決まり逆転すると最後はペイトン・マニングからファンブルを奪い24-20で勝利した。第13週のボルチモア・レイブンズ戦では相手ディフェンスのパス・ラッシュに苦しみ思うようなプレーができず、第4Qで7点のリードを許していた。しかし4点差を追う第4Q残り3分30秒からのドライブでは二度4thダウンギャンブルを失敗するも一度はレイブンズのDCがプレー開始直前にタイムアウトを取っていたため無効に、二度目は相手チームのホールディングの反則で難を逃れ、最後は残り55秒でジャバー・ギャフニーへの逆転TDパスが決まり27-24で勝利をおさめた。この頃からペイトリオッツと対戦するチームはブリッツを多用しブレイディにプレッシャーをかける戦術をとるようになった。続く第14週ではピッツバーグ・スティーラーズとホームで対戦。スティーラーズのSアンソニー・スミスは試合前に自分たちの勝利を保障 (guarantee) した。ペイトリオッツはSトロイ・ポラマルを欠いていたスティーラーズを相手にモスとブレイディのトリックプレーなどでguarantee発言をしたスミスの背後を突き、34-13で勝利しAFC東地区優勝を決めリーグ最速でプレイオフ出場を決めた。
チームは無敗のままシーズン最終週をむかえ、敵地でニューヨーク・ジャイアンツとレギュラーシーズン全勝をかけて対戦した。第2QにモスへのTDパスが決まりモスはジェリー・ライスの持つシーズン最多TDレシーブ22に、ブレイディはペイトン・マニングの持つシーズン最多TDパス49に並んだが、直後のリターンでTDを奪われるなど一時は12点のリードを許す苦しい展開となる。5点差を追う第4Q残り11分25秒、モスはフリーでロングパスを受けるもパスが低かったこともあり落球してしまう。しかし次のプレイでブレイディが再びモスにロングパスを投げ、これが今度は65ヤードのTDパスとなり逆転に成功した。トム・ブレイディがシーズン最多50TDパス、そしてランディ・モスがシーズン最多23TDレシーブを同じプレーで達成する快挙を成し遂げた。その後はリードを保って38-35で勝利し、シーズンが16試合制となってからは初のレギュラーシーズン全勝を達成した。ブレイディは50TDパス(8INT)、パス4,806ヤード、パス成功率68.9%、QBレイティング117.2と素晴らしい成績をおさめ、50票中49票を獲得してリーグMVPに輝いた。
ディビジョナル・プレーオフではブレイディがパス28回中26回成功、263ヤード3TDの活躍を見せ31-20でジャクソンビル・ジャガーズに勝利した。1試合でのパス成功率92.9%はNFL記録となった。AFCチャンピオンシップ・ゲームではブレイディが3INTを喫し苦戦するがディフェンスが奮闘しTDを許さず、21-12でサンディエゴ・チャージャーズを退け史上初のシーズン18連勝を達成した。1972年シーズンのマイアミ・ドルフィンズ以来のパーフェクトシーズン（当時はレギュラーシーズン14試合制）が期待される中、2月3日の第42回スーパーボウルを迎えた。対するニューヨーク・ジャイアンツは最終週でペイトリオッツに敗れて以降調子をあげ、敵地でダラス・カウボーイズ、グリーンベイ・パッカーズを撃破し、ワイルドカードからスーパーボウル進出を達成した。試合はペイトリオッツ優位と見られていたが、ジャイアンツの強力DL陣が中心となりブレイディに5つのサックを浴びせペイトリオッツオフェンスを封じると、ペイトリオッツもベテランが中心となりジャイアンツオフェンスを抑え、試合は予想外のロースコアゲームとなる。ペイトリオッツは試合終盤にブレイディからモスにTDパスが通り14-10とリードを奪ったが、最後はQBイーライ・マニングがWRデイビッド・タイリーのスーパーキャッチを経てウイニングドライブを決め、ペイトリオッツは激戦の末に14-17で敗退した。

#### 2008年シーズン
オフにリーグ屈指のCBに成長したアサンテ・サミュエルがチームを去った。さらに開幕戦のカンザスシティ・チーフス戦でQBブレイディがバーナード・ポラードから膝にタックルを受け負傷退場し、シーズン絶望となった。このときのプレーは2009年シーズンから通称ブレイディ・ルールとして禁止されている。代役を務めたのは高校時代以来先発QB経験がないという（大学ではマット・ライナートなどの控えであった）控えQBマット・キャセルだったが、彼の予想外の活躍でチームはプレーオフ争いを演じることとなる。
シーズン序盤、チームはブレイディ不在の穴を感じさせながらもこの年に引退騒動を経て復帰したブレット・ファーブ擁するニューヨーク・ジェッツを19-10で破り開幕2連勝を果たした。この勝利でチームはNFL新記録となるレギュラーシーズン21連勝を達成した。しかし第3週で同地区のマイアミ・ドルフィンズに38-13で敗れ連勝記録は途絶えた。この試合でペイトリオッツディフェンスを圧倒したドルフィンズのワイルドキャットと呼ばれるフォーメーションは、以後多くのチームで使用されることとなった。その後サンディエゴ・チャージャーズに敗れスタートで3勝2敗と躓くが、第7週のデンバー・ブロンコス戦ではキャセルが3つのTDパス、QBレイティング136.3の活躍で41-7と快勝しキャッセルはAFC週間最優秀攻撃選手に選ばれた。しかしこの試合でSロドニー・ハリソンが今まで何度も痛めていた膝を再度負傷し、シーズン絶望となった。ハリソンはこの年がペイトリオッツとの契約最終年となっていたが、シーズン終了後に引退を表明した。
その後チームは勝ち負けを繰り返すが、QBキャセルを中心に少しずつ調子をあげていく。第11週ではオーバータイムで敗れたもののニューヨーク・ジェッツを相手に最大18点のビハインドから終盤に追い上げ、残り1秒というところで同点に追いついた（残り8秒でキャッセルからモスへのTDパスが決まった。ちなみにカバーしていたのはかつてペイトリオッツでスーパーボウル制覇に貢献したタイ・ローだった）。キャセルはパス400ヤード3TD、ランでもチームトップの50ヤードを獲得するなど自己最高の活躍を見せた。続くマイアミ・ドルフィンズ戦でもキャッセルはパス415ヤード3TDのパフォーマンスを見せ、チームも48-28で勝利した。その後ピッツバーグ・スティラーズには敗れたもののオークランド・レイダースには49-26で、アリゾナ・カーディナルズには雪の中47-7で快勝した。HCビル・ベリチックはペイトリオッツのHCとして100勝目を、NFLのHCとして150勝目をあげた。シーズン最終戦は同地区のバッファロー・ビルズと対戦した。ペイトリオッツがプレーオフに進出するにはこの試合での勝利と、マイアミ・ドルフィンズもしくはボルチモア・レイブンズの敗戦（引き分け）が必要であった。強風の中ペイトリオッツは13-0で勝利しチームは11勝5敗の好成績をおさめたが、ドルフィンズとレイブンズが共に勝利したためプレーオフ進出はならなかった。11勝5敗でプレーオフに進めなかったのは1985年のデンバー・ブロンコス以来23年ぶりのことであった。
このシーズンはQBマット・キャセルがパス3,693ヤード21TDレイティング89.4の活躍でオフェンスを牽引した。このシーズンは40得点以上をあげた試合が4試合あり、これは2007年とならんでチーム歴代最多であった。WRウェス・ウェルカーがチームトップの111キャッチ、本来RBのケビン・フォークがキャリア最多の58キャッチで経験の少ないキャセルを支えた。一方ランディ・モスはロングパスを投げる機会が減ったこともあり昨年と比べれば大きく成績を落とした（それでも1,008ヤード11TD）。RB陣に怪我人が絶えなかったが、ドラフト外ルーキーのベンジャーバス・グリーン・エリスを起用するなどしてランオフェンスはリーグ6位と健闘した。しかしアサンテ・サミュエルなどが抜けたCB陣はその穴を埋めきれず、エリス・ホブスやデルサ・オニールといったCBはこの年でチームを去った。テディ・ブルースキは怪我もありキャリアで初めてサックなしに終わり、マイク・ブレイベルは前年の12.5サックから4サックに激減するなどベテラン勢は衰えを隠せなかった。一方で若手Kのスティーブン・ゴストコウスキーはFG40回中36回成功とキャリアベストの成績をおさめ自身初のプロボウルに選出されたほか、2007年の1巡指名Sブランドン・メリーウェザーが4INT（チームトップ）57タックル（チーム2位）と活躍し、さらにこの年の1巡指名LBジェロッド・メイヨがチームトップの98タックルでリーグ最優秀守備新人選手に選出されるなど若手の台頭も見られた。またペイトリオッツはこのシーズンに計57回しか反則を犯さず、これはシーズンが16試合制となってから最少記録であった。

#### 2009年シーズン
長年ベリチックのGM職を影から支えたスコット・ピオリがチーフスのGMに就任するためチームを去った。昨シーズンの開幕戦で負傷したブレイディは手術後に膝の感染症にかかるなど状態が思わしくなく、一時は開幕に間に合うか心配された。そのためチームはこのオフに制限付きFAとなっていたキャセルをフランチャイズ指名し万が一に備えた。その後ブレイディの怪我は順調に回復し、開幕に間に合うと判断したチームはQBキャセルと長年チームを支えたLBマイク・ブレイベルを共にチーフスにトレードした。さらに開幕直前でLBテディ・ブルースキが引退を表明し、そしてDEリチャード・シーモアをオークランド・レイダースにトレードした。このシーズンは多くのベテラン選手がチームを離れたが、開幕まであと一週間ほどというタイミングで昨シーズン自己最多タイの8サックを記録したシーモアを、2011年のドラフト1巡指名権とはいえトレードしたことは多くのファンやメディア、そして選手をも驚かせた。このシーズンにアスレチック・トレーナーとしてペイトリオッツを支えた日本人スタッフによれば、このニュースを聞いたブレイディは「This is Crazy」と発言したという。
開幕戦のバッファロー・ビルズ戦、ホームのジレット・スタジアムで行われたマンデー・ナイト・フットボールでブレイディが1年ぶりに復帰した。試合は11点ビハインドで敗色濃厚だったが、第4Q残り2分10秒からブレイディがTEベンジャミン・ワトソンにTDパスを通すと続くビルズのリターンでリターナーのローデス・マケルビンがファンブルしペイトリオッツがリカバー、残り55秒からブレイディが再びワトソンにTDパスを通し25-24の逆転勝利で復帰戦を飾った。しかしその後は調子が上がらず、序盤は苦戦を強いられる。第2週ではこのオフにHCに就任して以降ペイトリオッツに挑発的な発言をしていたレックス・ライアンの率いるニューヨーク・ジェッツに16-9で敗れた。WRウェルカーが怪我で欠場し、モスがリーグ最高のCBと言われているダレル・リーヴィスに抑えられたため、ブレイディはドラフト7巡指名の新人でQBからWRにコンバートしたばかりのジュリアン・エデルマンに頼らざるをえず、またジェッツの激しいパスラッシュにも苦しみペイトリオッツはTDなしに封じ込まれた。第5週では前年までチームのオフェンシブ・コーディネイターを務めていたジョシュ・マクダニエルズ率いるデンバー・ブロンコスと対戦し、苦手のマイル・ハイでブレイディはキャリア初のオーバータイムでの敗北を喫した(オーバータイム通算7勝はNFL史上最多)。
しかし第6週の雪の中で行われたテネシー・タイタンズ戦ではブレイディが第2Qでの5TDを含む6TDパスを決める活躍を見せチームは59-0の大差で勝利する。その後3連勝を果たしブレイディも徐々に調子を上げていったが、第10週のインディアナポリス・コルツ戦では第4Qに17点と大きくリードしたにもかかわらず終盤にかけて攻守に失速し、最後は議論を呼んだ4thダウンギャンブルの末35-34で敗れた。第12週にはこのシーズンにスーパーボウルを制することになるニューオーリンズ・セインツにいいところなく完敗し、続くマイアミ・ドルフィンズ戦でも敗れ2006年以来の連敗を喫した。それでもホームでは8戦全勝と強さを発揮し10勝6敗でシーズンを終えたが、最終節のヒューストン・テキサンズ戦でリーグトップの123キャッチとチームトップの1,348ヤードを記録していたウェス・ウェルカーが膝を負傷しプレーオフ絶望となり、ホームで行われたワイルドカード・プレーオフでボルチモア・レイブンスに33-14と完敗した。ブレイディはキャリア初のプレーオフ初戦敗退とプレーオフでのホーム敗戦を味わった。この敗戦で多くのメディアがペイトリオッツの時代が終わったと書き立てた。
このシーズンはブレイディが4,398ヤード28TDレイティング96.2とキャリアで2番目に良い成績をあげカムバック賞にも輝いたが、通したパスの約55.5%がモスとウェルカーの両エースWRで、特にウェルカーには約33%と大きく依存していた（レシーバー不足だった2006年は最も高い選手で約18.7%、2007年は約28%）。一方で許したサックは16回とキャリアで最も少なかった。オフェンスはリーグトップクラスの成績をおさめたものの試合終盤の失速が目立ち、多くのベテラン選手が去ったディフェンスはリーグ11位、失点の少なさはリーグ5位と上々の成績はおさめたものの勝負強さに欠け、サックはリーグ23位タイとパスラッシュに難があった。ペイトリオッツは2002年から第4Qをリードしてむかえた場合は69勝1敗と無類の強さを誇っていたが、このシーズンは第4Qでの逆転負けを4度も許した。またアウェーゲームで2勝6敗（うち一つはロンドンで行われた海外遠征の試合）と大きく苦戦した。終盤での失速や逆転負けといった、今までほとんどなかった負け方が多かったことにはブレイディのブランクも少なからず影響していたが、なによりもこのオフに長年チームを支えてきたロドニー・ハリソン、テディ・ブルースキー、マイク・ブレイベル、リチャード・シーモア、ラリー・イゾーといった王朝時代のメンバーが大量に引退、もしくはトレードなどでチームを離れた事が影響していた。最も大きかったと言われているのがDEシーモアをレイダースにトレードしたことだった。
プレーオフでの敗戦後、多くのベテラン選手がチームを去り、選手が多数入れ替わったことに関してブレイディは「彼らは特別な選手であり、特別な人物だった。ペイトリオッツのユニフォームを着れば、ペイトリオッツらしいチームプレイができる訳じゃない。コーチ、選手たちが一体となって同じゴールを目指し、努力しているからこそだ。彼らのような選手を失うことは、大きな喪失だった。」と話し、またオフにはシーズンの敗因として「チームとしての自信や信頼、メンタル的な強さの欠如」をあげた。
この年、ドラフト外でQBブライアン・ホイヤーを獲得した。

#### 2010年から2013年まで

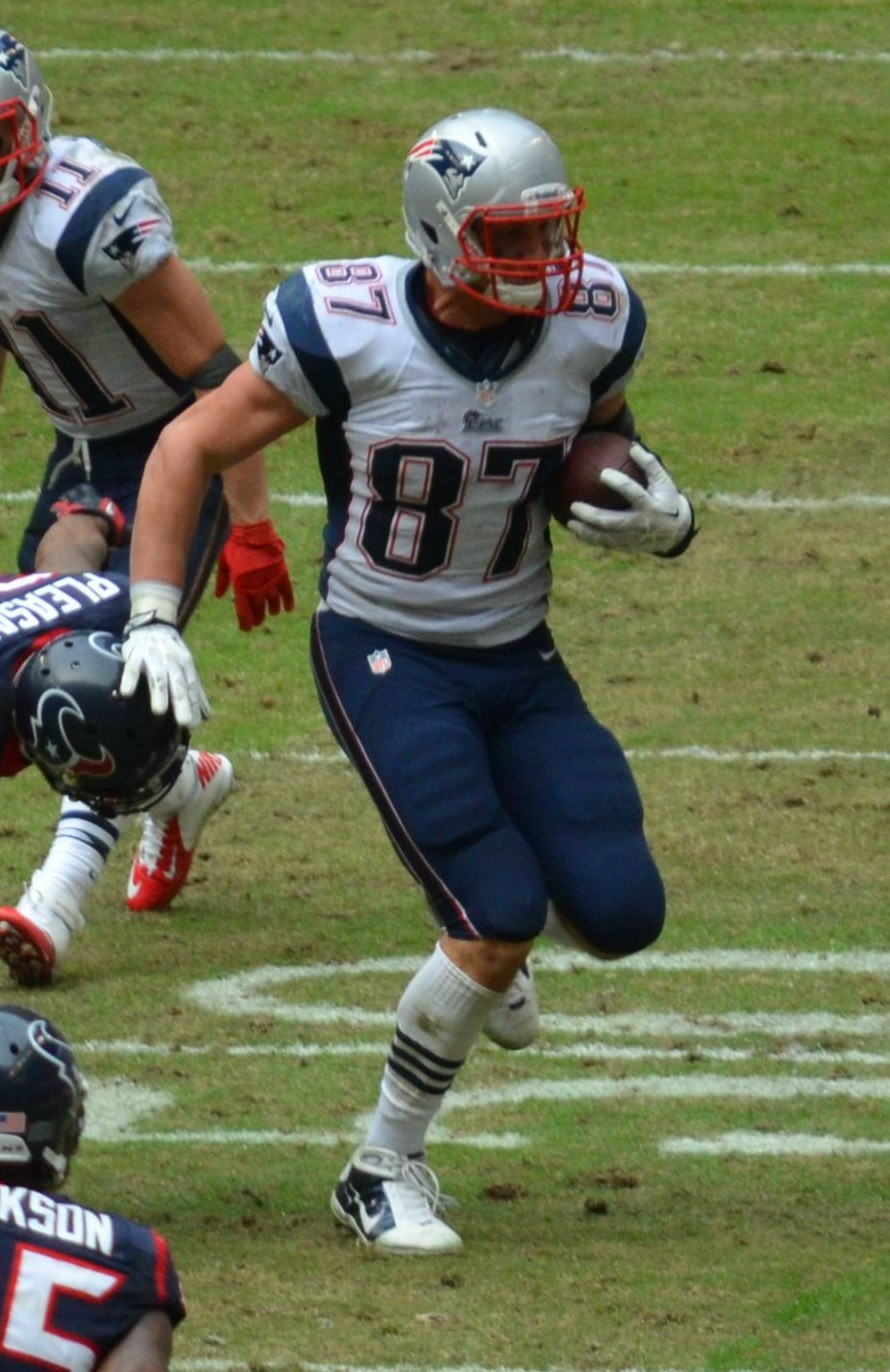
2010年から2018年まで在籍したTEのロブ・グロンコウスキー

2009年から5年連続して地区優勝を続けた。2011年シーズンにはスーパーボウル進出を果たしたがニューヨーク・ジャイアンツに敗北した。

#### 2014年
6年連続の地区優勝を果たし、スーパーボウルでシアトル・シーホークスを破ったが、コルツと対戦したカンファレンス・チャンピオンシップで空気圧不正問題が発覚した（デフレートゲート問題）。

#### 2015年
7年連続のAFC東地区優勝を果たしプレイオフに進出したが、AFCカンファレンスチャンピオンシップでデンバー・ブロンコスに18-20で破れ、スーパーボウル進出はならなかった。

#### 2016年
2014年のデフレートゲート問題のため、ブレイディはシーズンの最初の4試合で出場停止処分となったが、AFC1位の成績で8年連続の地区優勝を収めた。スーパーボウルでは、序盤にファルコンズに3-28と大量のリードを許すも最終クオーターで19点を奪い、ファルコンズと同点に追いつき、スーパーボウル史上初のオーバータイムに突入。最初の攻撃機会にタッチダウンを決め、34-28と25点差（第4Q開始時点で19点差）をひっくり返すという大会史上最大の大逆転でスーパーボウルを制した。

#### 2017年
初戦はチーフスに敗れたものの、結果的には9年連続しての地区優勝を挙げ、第一シードでプレーオフに進んだ。プレーオフではテネシー・タイタンズとジャクソンビル・ジャガーズを倒してスーパーボウルに進んだ。スーパーボウルでは、フィラデルフィア・イーグルスと対戦。先行され一度は逆転したものの、再逆転されて33-41で敗れた。

#### 2018年
第16週に前人未到の地区10連覇を達成した。アメリカン・カンファレンス（ＡＦＣ）決勝では、第1シードで地元のカンザスシティ・チーフス（西地区1位）を延長の末に37-31で振り切って優勝。3年連続通算11回目(ここ18年間で9回目)のスーパーボウル進出を果たし、スーパーボウルではロサンゼルス・ラムズを13-3で破った。

#### 2019年
第16週に地区11連覇を達成し記録を更新したが、最終戦では本拠地で地区最下位のマイアミ・ドルフィンズに24-27で敗れてプレーオフでは第3シードとなり、10年連続のファースト・ラウンド・バイは逃した。プレーオフでは初戦のワイルドカード・ラウンドでテネシー・タイタンズに13-20で敗れ、8年ぶりにAFCチャンピオンシップゲーム出場も逃した。シーズン終了後、20年間チームに在籍し、NFLを代表するクォーターバックとなったトム・ブレイディがタンパベイ・バッカニアーズに移籍した。

### ブレイディ後

#### 2020年
シーズン前の6月29日、2015年シーズンにMVPに選ばれた前カロライナ・パンサーズのキャム・ニュートン（QB）を獲得した。新型コロナウイルス感染症の流行により全試合を無観客で開催した。この年は7勝9敗と地区3位となって連覇は11で途絶え、さらにプレーオフ進出も逃した。チームが負け越したのは、2000年シーズンに5勝11敗して以来実に20年振りのことだった。

#### 2021年
この年のドラフト1巡目でQBマック・ジョーンズを指名した。2021年8月31日、ニュートンをリリースした。ジョーンズを先発QBとしてシーズンを戦い、地区2位でプレーオフに進出したが、初戦でバッファロー・ビルズに30点差で大敗した。

#### 2022年
この年はジョーンズを先発QBとして起用するも、3試合は彼を負傷で欠いた。最終戦までプレーオフの望みを残すも、地区首位ビルズに敗れ地区3位でプレーオフを逃した。

#### 2023年
第14週、2000年シーズン以降で最も早くプレーオフ争いから脱落した。地区4位でシーズンを終えた2024年1月10日、ベリチックがチームから離れると発表された。2024年1月12日、チームOBでLBの名選手であり、インサイド・ラインバッカーコーチのジェロッド・メイヨが37才とNFL最年少でHCの後継となった。

#### 2024年
2024年も低迷し地区最下位の4勝13敗でプレーオフを逃した。シーズン終了後HCのメイヨは解雇された。後任にはチームOBの元ラインバッカーでテネシー・タイタンズのHC経験のあるマイク・ブラベルが採用された。

## 文化

### マスコット
チームのマスコットは、アメリカ革命の兵士をモチーフとしたパット・パトリオット（Pat Patriot）である。元々はロゴマークとしてチーム創設時に漫画家のフィル・ビッセルによって描かれたものだけだったが、1995年より着ぐるみとして登場を果たした。1979年、チームのエグゼクティブによってロゴマークの変更が提案され、ホームゲームのハーフタイム中にアンケートを実施したが、継続を希望するファンが圧倒的であり、維持されることになった。1993年、チームの公式マスコットとしては継続されるが、ロゴマークは現在使用している「フライング・エルビス」と呼ばれるものへ変更された。

### チアリーダー

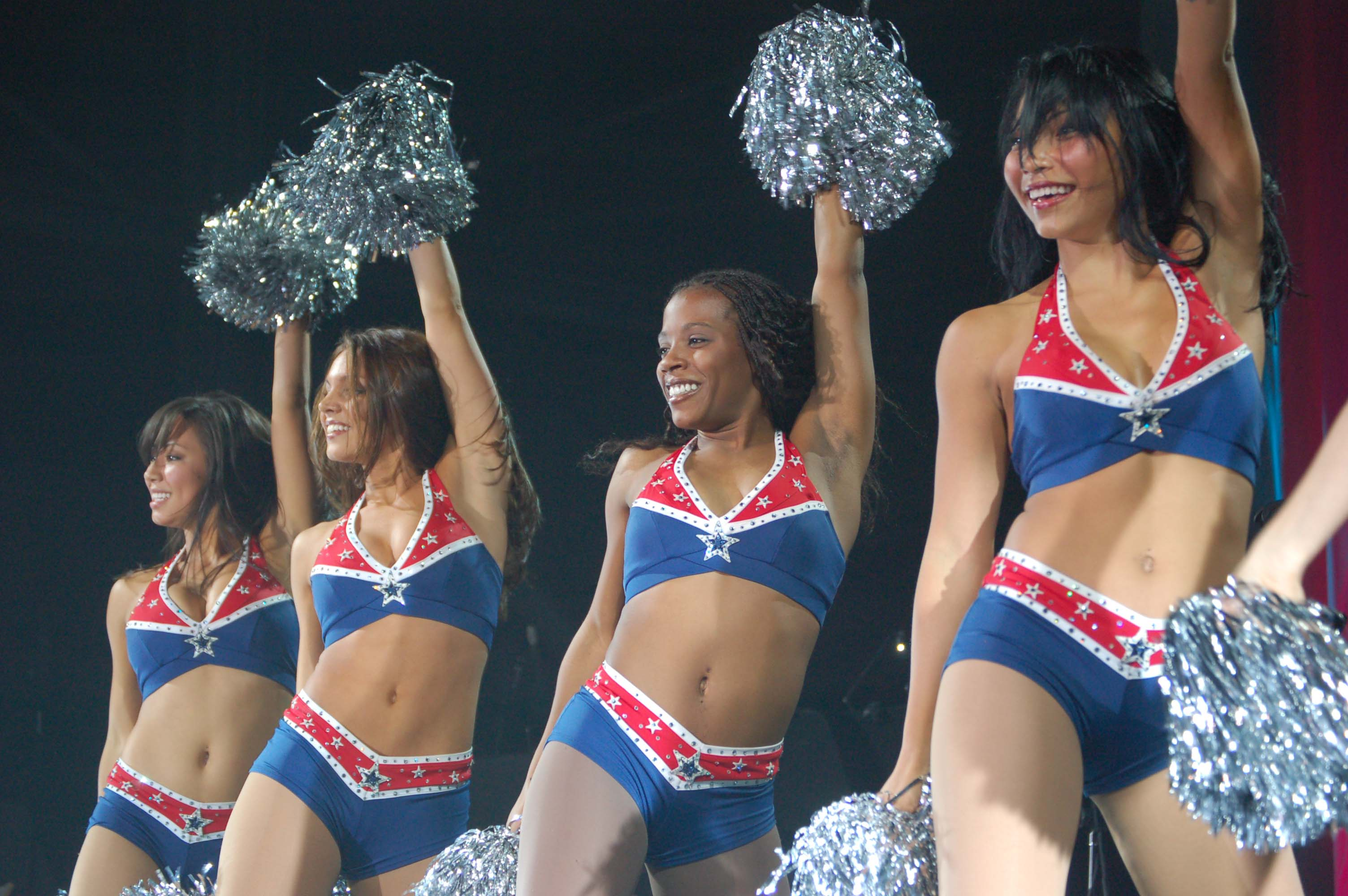
ニューイングランド・ペイトリオッツ・チアリーダーズ

チームの公式チアリーディングは、1971年に結成されたニューイングランド・ペイトリオッツ・チアリーダーズ（New England Patriots Cheerleaders、NEPC）である。ペイトリオッツの試合日にスタジアムでパフォーマンスをするだけでなく、海外公演なども行っている。2008年には、北京オリンピックに出演する中国人ダンサーを訓練するために中国へ向かった。
プロレスラーのリア・ヴァン・ダールが2007年から2009年に、モデルのカミーユ・コステックが2013年と2014年に所属していた。

### チーム専用機

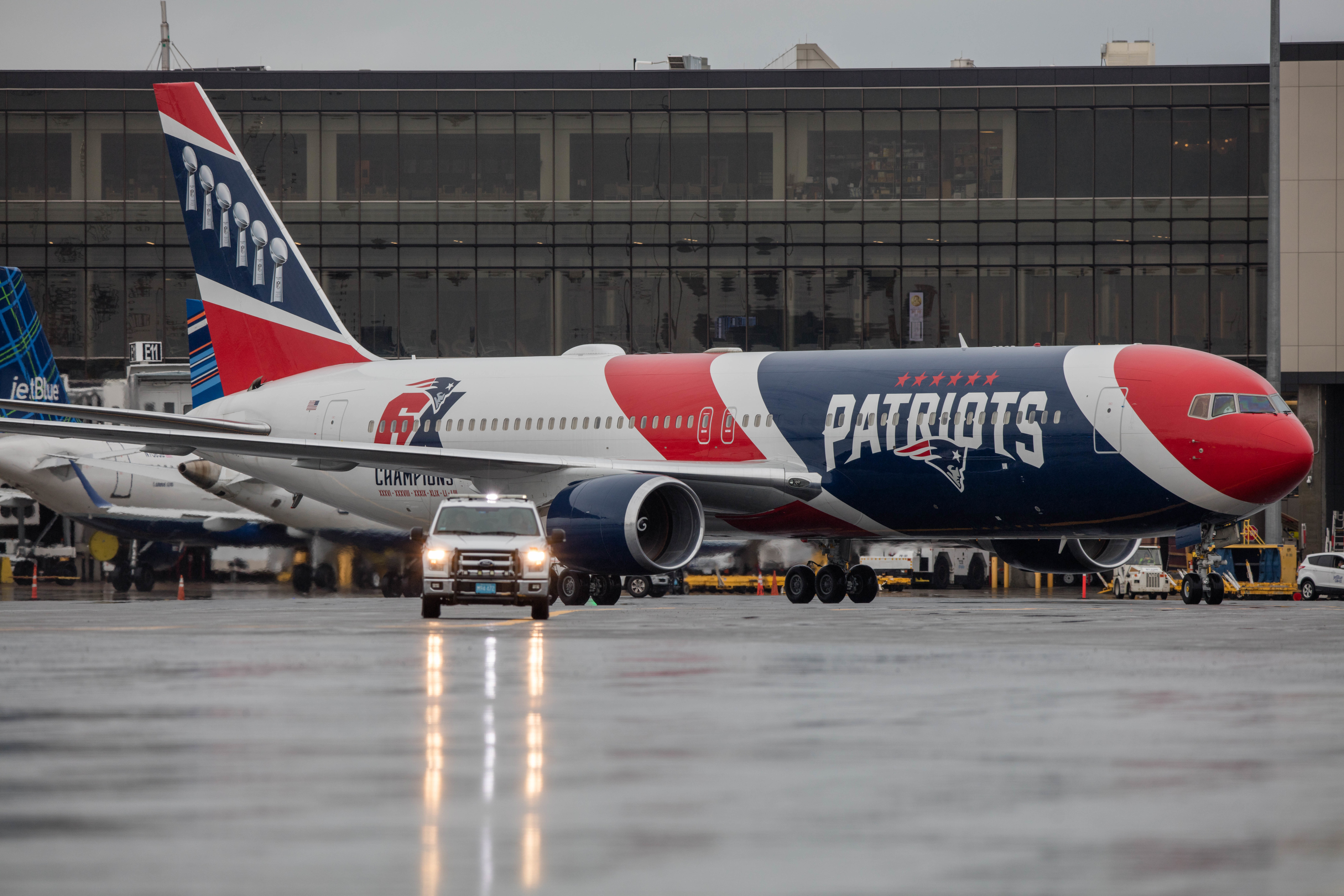
ローガン国際空港にてタキシングする専用機

2017年、ペイトリオッツはチーム専用機としてボーイング767-300ERをバックアップ機を含めて2機購入した。2017年シーズンより使用を開始し、リーグ史上初めて自チーム専用の飛行機を所有するチームとなった。 購入の背景には、当時大手民間航空会社がより収益性の高い定期便に注力していたため、プロスポーツチームがプライベートチャーター便を予約することが難しくなっていたことがある。2機のボーイング767は、アメリカン航空によって1991年から2016年にかけて運用されていたものである。この専用機は、チームオーナーのロバート・クラフトの名をとって「エアクラフト（AirKrafts）」として呼ばれ、親しまれている。2020年4月には、新型コロナウイルス感染症により必要になったマスクを、中国からアメリカに輸送するために使用された。

## その他
ホームのジレットスタジアムではペイトリオッツが得点すると、ニューイングランドという名称が示すとおり13人のアメリカ独立戦争当時の格好をした軍人が必ず当時のライフル銃で空砲を撃つ。

## 2025年シーズン
|      | AFC            | AFC        | AFC            | AFC            | NFC          | NFC            | NFC          | NFC          |
| 前年 | 西地区         | 南地区     | 北地区         | 東地区         | 西地区       | 南地区         | 北地区       | 東地区       |
| ---- | -------------- | ---------- | -------------- | -------------- | ------------ | -------------- | ------------ | ------------ |
| 1位  | チーフス       | テキサンズ | レイブンズ     | ビルズ         | ラムズ       | バッカニアーズ | ライオンズ   | イーグルス   |
| 2位  | チャージャーズ | コルツ     | スティーラーズ | ドルフィンズ   | シーホークス | ファルコンズ   | バイキングス | コマンダース |
| 3位  | ブロンコス     | ジャガーズ | ベンガルズ     | ジェッツ       | カージナルス | パンサーズ     | パッカーズ   | カウボーイズ |
| 4位  | レイダース     | タイタンズ | ブラウンズ     | ペイトリオッツ | 49ers        | セインツ       | ベアーズ     | ジャイアンツ |

 ：1度対戦　 ：2度対戦
| 年   | 成績               | AFC  | 地区 | 勝 | 敗 | 分 | 率    | Div | Con  | 平均得点 | 平均失点 |
| ---- | ------------------ | ---- | ---- | -- | -- | -- | ----- | --- | ---- | -------- | -------- |
| 2025 |                    |      |      | 0  | 0  | 0  | –     | -   | -    |          |          |
| 2024 | レギュラー敗退     | 13位 | 4位  | 4  | 13 | 0  | .235  | 2-4 | 3-9  | 17.0     | 24.5     |
| 2023 | レギュラー敗退     | 16位 | 4位  | 4  | 13 | 0  | .235  | 2–4 | 4–8  | 13.9     | 21.5     |
| 2022 | レギュラー敗退     | 9位  | 3位  | 8  | 9  | 0  | .471  | 3-3 | 6-6  | 21.4     | 20.4     |
| 2021 | ワイルドカード敗退 | 6位  | 2位  | 10 | 7  | 0  | .588  | 3-3 | 8-4  | 27.2     | 17.8     |
| 2020 | レギュラー敗退     | 10位 | 3位  | 7  | 9  | 0  | .438  | 3-3 | 6-6  | 20.4     | 22.1     |
| 2019 | ワイルドカード敗退 | 3位  | 優勝 | 12 | 4  | 0  | .750  | 5-1 | 8-4  | 26.3     | 14.1     |
| 2018 | スーパーボウル制覇 | 2位  | 優勝 | 11 | 5  | 0  | .688  | 5–1 | 8–4  | 27.3     | 20.3     |
| 2017 | AFC優勝/SB敗戦     | 1位  | 優勝 | 13 | 3  | 0  | .813  | 5-1 | 10-2 | 28.6     | 18.5     |
| 2016 | スーパーボウル制覇 | 1位  | 優勝 | 14 | 2  | 0  | .875  | 5-1 | 11-1 | 27.6     | 15.6     |
| 2015 | AFC決勝敗退        | 2位  | 優勝 | 12 | 4  | 0  | .750  | 4-2 | 9-3  | 29.1     | 19.7     |
| 2014 | スーパーボウル制覇 | 1位  | 優勝 | 12 | 4  | 0  | .750  | 4-2 | 9-3  | 29.3     | 19.6     |
| 2013 | AFC決勝敗退        | 2位  | 優勝 | 12 | 4  | 0  | .750  | 4-2 | 9-3  | 27.8     | 21.1     |
| 2012 | AFC決勝敗退        | 2位  | 優勝 | 12 | 4  | 0  | .750  | 6-0 | 11-1 | 34.8     | 20.7     |
| 2011 | AFC優勝/SB敗戦     | 1位  | 優勝 | 13 | 3  | 0  | .813  | 5-1 | 10-2 | 32.1     | 21.4     |
| 2010 | ディビジョナル敗退 | 1位  | 優勝 | 14 | 2  | 0  | .875  | 5-1 | 10-2 | 32.4     | 19.6     |
| 2009 | ワイルドカード敗退 | 3位  | 優勝 | 10 | 6  | 0  | .625  | 4-2 | 7-5  | 26.7     | 17.8     |
| 2008 | レギュラー敗退     | 7位  | 2位  | 11 | 5  | 0  | .688  | 4-2 | 7-5  | 25.6     | 19.3     |
| 2007 | AFC優勝/SB敗戦     | 1位  | 優勝 | 16 | 0  | 0  | 1.000 | 8-0 | 12-0 | 36.8     | 17.1     |
| 2006 | AFC決勝敗退        | 4位  | 優勝 | 12 | 4  | 0  | .750  | 4-2 | 8-4  | 24.1     | 14.8     |
| 2005 | ディビジョナル敗退 | 4位  | 優勝 | 10 | 6  | 0  | .625  | 5-1 | 7-5  | 23.7     | 21.1     |

### 2024年シーズン成績
| (2)バッファロー・ビルズ            | 13 | 4  | 0 | .765 | 5-1 | 9-3 | 525 | 371 | 30.9 | 21.8 | .467 | .448 |
| マイアミ・ドルフィンズ             | 8  | 9  | 0 | .471 | 3-3 | 6-6 | 345 | 364 | 20.3 | 21.4 | .419 | .294 |
| ニューヨーク・ジェッツ             | 5  | 12 | 0 | .294 | 2-4 | 5-7 | 341 | 404 | 20.1 | 23.8 | .495 | .341 |
| ニューイングランド・ペイトリオッツ | 4  | 13 | 0 | .235 | 2-4 | 3-9 | 289 | 417 | 17.0 | 24.5 | .471 | .471 |

| AFC 2024       | AFC 2024                           | AFC 2024 | AFC 2024 | AFC 2024 | AFC 2024 | AFC 2024 | AFC 2024 | AFC 2024 | AFC 2024 | AFC 2024 |
| 順 位          | チーム                             | 地 区    | 勝       | 敗       | 分       | 勝率     | DIV      | CON      | SOS      | SOV      |
| 地区優勝       | 地区優勝                           | 地区優勝 | 地区優勝 | 地区優勝 | 地区優勝 | 地区優勝 | 地区優勝 | 地区優勝 | 地区優勝 | 地区優勝 |
| -------------- | ---------------------------------- | -------- | -------- | -------- | -------- | -------- | -------- | -------- | -------- | -------- |
| 1              | カンザスシティ・チーフス           | 西       | 15       | 2        | 0        | .882     | 5-1      | 10-2     | .488     | .463     |
| 2              | バッファロー・ビルズ               | 東       | 13       | 4        | 0        | .765     | 5-1      | 9-3      | .467     | .448     |
| 3              | ボルチモア・レイブンズ             | 北       | 12       | 5        | 0        | .706     | 4-2      | 8-4      | .529     | .525     |
| 4              | ヒューストン・テキサンズ           | 南       | 10       | 7        | 0        | .588     | 5-1      | 8-4      | .481     | .376     |
| ワイルドカード |                                    |          |          |          |          |          |          |          |          |          |
| 5              | ロサンゼルス・チャージャーズ       | 西       | 11       | 6        | 0        | .647     | 4-2      | 8-4      | .467     | .348     |
| 6              | ピッツバーグ・スティーラーズ       | 北       | 10       | 7        | 0        | .588     | 3-3      | 7-5      | .502     | .453     |
| 7              | デンバー・ブロンコス               | 西       | 10       | 7        | 0        | .588     | 3-3      | 6-6      | .502     | .394     |
|                |                                    |          |          |          |          |          |          |          |          |          |
| 8              | シンシナティ・ベンガルズ           | 北       | 9        | 8        | 0        | .529     | 3–3      | 6-6      | .478     | .314     |
| 9              | マイアミ・ドルフィンズ             | 東       | 8        | 9        | 0        | .471     | 3-3      | 6-6      | .419     | .294     |
| 10             | インディアナポリス・コルツ         | 南       | 8        | 9        | 0        | .471     | 3-3      | 7-5      | .457     | .309     |
| 11             | ニューヨーク・ジェッツ             | 東       | 5        | 12       | 0        | .294     | 2-4      | 5-7      | .495     | .341     |
| 12             | ジャクソンビル・ジャガーズ         | 南       | 4        | 13       | 0        | .235     | 3-3      | 4-8      | .478     | .265     |
| 13             | ニューイングランド・ペイトリオッツ | 東       | 4        | 13       | 0        | .235     | 2-4      | 3-9      | .471     | .471     |
| 14             | ラスベガス・レイダース             | 西       | 4        | 13       | 0        | .235     | 0-6      | 3-9      | .540     | .353     |
| 15             | クリーブランド・ブラウンズ         | 北       | 3        | 14       | 0        | .176     | 2–4      | 3-9      | .536     | .510     |
| 16             | テネシー・タイタンズ               | 南       | 3        | 14       | 0        | .176     | 1-5      | 3-9      | .522     | .431     |
| タイブレーク   |                                    |          |          |          |          |          |          |          |          |          |
| 1. 2. 3. 4. 5. |                                    |          |          |          |          |          |          |          |          |          |

|  |                                                      |                                                      |                                                      |                                                |                                  |                                  |                                  |                                |          |    |                                  |                                  |                                  |  |  |                                   |                                   |                                   |
|  | ワイルドカード・プレーオフ                           | ワイルドカード・プレーオフ                           | ワイルドカード・プレーオフ                           |                                                |                                  | ディビジョナル・プレーオフ       | ディビジョナル・プレーオフ       | ディビジョナル・プレーオフ     |          |    |                                  |                                  |                                  |  |  |                                   |                                   |                                   |
|  | 2025年1月11日 M&Tバンク・スタジアム                  | 2025年1月11日 M&Tバンク・スタジアム                  | 2025年1月11日 M&Tバンク・スタジアム                  |                                                |                                  | 1月19日 ハイマーク・スタジアム   | 1月19日 ハイマーク・スタジアム   | 1月19日 ハイマーク・スタジアム |          |    | 1月26日 アローヘッド・スタジアム | 1月26日 アローヘッド・スタジアム | 1月26日 アローヘッド・スタジアム |  |  | 2月9日 シーザーズ・スーパードーム | 2月9日 シーザーズ・スーパードーム | 2月9日 シーザーズ・スーパードーム |
|  | 6                                                    | スティーラーズ                                       | 14                                                   |                                                |                                  | 1月19日 ハイマーク・スタジアム   | 1月19日 ハイマーク・スタジアム   | 1月19日 ハイマーク・スタジアム |          |    | 1月26日 アローヘッド・スタジアム | 1月26日 アローヘッド・スタジアム | 1月26日 アローヘッド・スタジアム |  |  | 2月9日 シーザーズ・スーパードーム | 2月9日 シーザーズ・スーパードーム | 2月9日 シーザーズ・スーパードーム |
|  | 6                                                    | スティーラーズ                                       | 14                                                   |                                                |                                  | 1月19日 ハイマーク・スタジアム   | 1月19日 ハイマーク・スタジアム   | 1月19日 ハイマーク・スタジアム |          |    | 1月26日 アローヘッド・スタジアム | 1月26日 アローヘッド・スタジアム | 1月26日 アローヘッド・スタジアム |  |  | 2月9日 シーザーズ・スーパードーム | 2月9日 シーザーズ・スーパードーム | 2月9日 シーザーズ・スーパードーム |
|  | 3                                                    | レイブンズ                                           | 28                                                   |                                                |                                  | 1月19日 ハイマーク・スタジアム   | 1月19日 ハイマーク・スタジアム   | 1月19日 ハイマーク・スタジアム |          |    | 1月26日 アローヘッド・スタジアム | 1月26日 アローヘッド・スタジアム | 1月26日 アローヘッド・スタジアム |  |  | 2月9日 シーザーズ・スーパードーム | 2月9日 シーザーズ・スーパードーム | 2月9日 シーザーズ・スーパードーム |
|  | 3                                                    | レイブンズ                                           | 28                                                   |                                                |                                  | 1月19日 ハイマーク・スタジアム   | 1月19日 ハイマーク・スタジアム   | 1月19日 ハイマーク・スタジアム |          |    | 1月26日 アローヘッド・スタジアム | 1月26日 アローヘッド・スタジアム | 1月26日 アローヘッド・スタジアム |  |  | 2月9日 シーザーズ・スーパードーム | 2月9日 シーザーズ・スーパードーム | 2月9日 シーザーズ・スーパードーム |
|  | 2025年1月12日 ハイマーク・スタジアム                 | 2025年1月12日 ハイマーク・スタジアム                 | 2025年1月12日 ハイマーク・スタジアム                 | 3                                              | レイブンズ                       | 25                               |                                  |                                |          |    | 1月26日 アローヘッド・スタジアム | 1月26日 アローヘッド・スタジアム | 1月26日 アローヘッド・スタジアム |  |  | 2月9日 シーザーズ・スーパードーム | 2月9日 シーザーズ・スーパードーム | 2月9日 シーザーズ・スーパードーム |
|  | 2025年1月12日 ハイマーク・スタジアム                 | 2025年1月12日 ハイマーク・スタジアム                 | 2025年1月12日 ハイマーク・スタジアム                 | 3                                              | レイブンズ                       | 25                               |                                  |                                |          |    | 1月26日 アローヘッド・スタジアム | 1月26日 アローヘッド・スタジアム | 1月26日 アローヘッド・スタジアム |  |  | 2月9日 シーザーズ・スーパードーム | 2月9日 シーザーズ・スーパードーム | 2月9日 シーザーズ・スーパードーム |
|  | 2025年1月12日 ハイマーク・スタジアム                 | 2025年1月12日 ハイマーク・スタジアム                 | 2025年1月12日 ハイマーク・スタジアム                 |                                                | 2                                | ビルズ                           | 27                               |                                |          |    | 1月26日 アローヘッド・スタジアム | 1月26日 アローヘッド・スタジアム | 1月26日 アローヘッド・スタジアム |  |  | 2月9日 シーザーズ・スーパードーム | 2月9日 シーザーズ・スーパードーム | 2月9日 シーザーズ・スーパードーム |
|  | 2025年1月12日 ハイマーク・スタジアム                 | 2025年1月12日 ハイマーク・スタジアム                 | 2025年1月12日 ハイマーク・スタジアム                 |                                                | 2                                | ビルズ                           | 27                               |                                |          |    | 1月26日 アローヘッド・スタジアム | 1月26日 アローヘッド・スタジアム | 1月26日 アローヘッド・スタジアム |  |  | 2月9日 シーザーズ・スーパードーム | 2月9日 シーザーズ・スーパードーム | 2月9日 シーザーズ・スーパードーム |
|  | 7                                                    | ブロンコス                                           | 7                                                    | AFC                                            | AFC                              | AFC                              |                                  |                                |          |    | 1月26日 アローヘッド・スタジアム | 1月26日 アローヘッド・スタジアム | 1月26日 アローヘッド・スタジアム |  |  | 2月9日 シーザーズ・スーパードーム | 2月9日 シーザーズ・スーパードーム | 2月9日 シーザーズ・スーパードーム |
|  | 7                                                    | ブロンコス                                           | 7                                                    | AFC                                            | AFC                              | AFC                              |                                  |                                |          |    | 1月26日 アローヘッド・スタジアム | 1月26日 アローヘッド・スタジアム | 1月26日 アローヘッド・スタジアム |  |  | 2月9日 シーザーズ・スーパードーム | 2月9日 シーザーズ・スーパードーム | 2月9日 シーザーズ・スーパードーム |
|  | 2                                                    | ビルズ                                               | 31                                                   |                                                | 1月18日 アローヘッド・スタジアム | 1月18日 アローヘッド・スタジアム | 1月18日 アローヘッド・スタジアム |                                |          |    | 1月26日 アローヘッド・スタジアム | 1月26日 アローヘッド・スタジアム | 1月26日 アローヘッド・スタジアム |  |  | 2月9日 シーザーズ・スーパードーム | 2月9日 シーザーズ・スーパードーム | 2月9日 シーザーズ・スーパードーム |
|  | 2                                                    | ビルズ                                               | 31                                                   |                                                | 1月18日 アローヘッド・スタジアム | 1月18日 アローヘッド・スタジアム | 1月18日 アローヘッド・スタジアム |                                |          |    | 1月26日 アローヘッド・スタジアム | 1月26日 アローヘッド・スタジアム | 1月26日 アローヘッド・スタジアム |  |  | 2月9日 シーザーズ・スーパードーム | 2月9日 シーザーズ・スーパードーム | 2月9日 シーザーズ・スーパードーム |
|  | 2025年1月11日 NRGスタジアム                          | 2025年1月11日 NRGスタジアム                          | 2025年1月11日 NRGスタジアム                          | 2                                              | 1月18日 アローヘッド・スタジアム | 1月18日 アローヘッド・スタジアム | 1月18日 アローヘッド・スタジアム | ビルズ                         | 29       |    |                                  |                                  |                                  |  |  | 2月9日 シーザーズ・スーパードーム | 2月9日 シーザーズ・スーパードーム | 2月9日 シーザーズ・スーパードーム |
|  | 2025年1月11日 NRGスタジアム                          | 2025年1月11日 NRGスタジアム                          | 2025年1月11日 NRGスタジアム                          | 2                                              | 1月18日 アローヘッド・スタジアム | 1月18日 アローヘッド・スタジアム | 1月18日 アローヘッド・スタジアム | ビルズ                         | 29       |    |                                  |                                  |                                  |  |  | 2月9日 シーザーズ・スーパードーム | 2月9日 シーザーズ・スーパードーム | 2月9日 シーザーズ・スーパードーム |
|  | 2025年1月11日 NRGスタジアム                          | 2025年1月11日 NRGスタジアム                          | 2025年1月11日 NRGスタジアム                          |                                                | 1月18日 アローヘッド・スタジアム | 1月18日 アローヘッド・スタジアム | 1月18日 アローヘッド・スタジアム | 1                              | チーフス | 32 |                                  |                                  |                                  |  |  | 2月9日 シーザーズ・スーパードーム | 2月9日 シーザーズ・スーパードーム | 2月9日 シーザーズ・スーパードーム |
|  | 2025年1月11日 NRGスタジアム                          | 2025年1月11日 NRGスタジアム                          | 2025年1月11日 NRGスタジアム                          |                                                | 1月18日 アローヘッド・スタジアム | 1月18日 アローヘッド・スタジアム | 1月18日 アローヘッド・スタジアム | 1                              | チーフス | 32 |                                  |                                  |                                  |  |  | 2月9日 シーザーズ・スーパードーム | 2月9日 シーザーズ・スーパードーム | 2月9日 シーザーズ・スーパードーム |
|  | 2025年1月11日 NRGスタジアム                          | 2025年1月11日 NRGスタジアム                          | 2025年1月11日 NRGスタジアム                          | AFCチャンピオンシップ                          | 1月18日 アローヘッド・スタジアム | 1月18日 アローヘッド・スタジアム | 1月18日 アローヘッド・スタジアム |                                |          |    |                                  |                                  |                                  |  |  | 2月9日 シーザーズ・スーパードーム | 2月9日 シーザーズ・スーパードーム | 2月9日 シーザーズ・スーパードーム |
|  | 2025年1月11日 NRGスタジアム                          | 2025年1月11日 NRGスタジアム                          | 2025年1月11日 NRGスタジアム                          |                                                | 1月18日 アローヘッド・スタジアム | 1月18日 アローヘッド・スタジアム | 1月18日 アローヘッド・スタジアム |                                |          |    |                                  |                                  |                                  |  |  | 2月9日 シーザーズ・スーパードーム | 2月9日 シーザーズ・スーパードーム | 2月9日 シーザーズ・スーパードーム |
|  | 2025年1月11日 NRGスタジアム                          | 2025年1月11日 NRGスタジアム                          | 2025年1月11日 NRGスタジアム                          | 1月26日 リンカーン・フィナンシャル・フィールド | 1月18日 アローヘッド・スタジアム | 1月18日 アローヘッド・スタジアム | 1月18日 アローヘッド・スタジアム |                                |          |    |                                  |                                  |                                  |  |  | 2月9日 シーザーズ・スーパードーム | 2月9日 シーザーズ・スーパードーム | 2月9日 シーザーズ・スーパードーム |
|  | 5                                                    | チャージャーズ                                       | 12                                                   |                                                | 1月18日 アローヘッド・スタジアム | 1月18日 アローヘッド・スタジアム | 1月18日 アローヘッド・スタジアム |                                |          |    |                                  |                                  |                                  |  |  | 2月9日 シーザーズ・スーパードーム | 2月9日 シーザーズ・スーパードーム | 2月9日 シーザーズ・スーパードーム |
|  | 5                                                    | チャージャーズ                                       | 12                                                   | 4                                              | テキサンズ                       | 14                               |                                  |                                |          |    |                                  |                                  |                                  |  |  | 2月9日 シーザーズ・スーパードーム | 2月9日 シーザーズ・スーパードーム | 2月9日 シーザーズ・スーパードーム |
|  | 4                                                    | テキサンズ                                           | 32                                                   | 4                                              | テキサンズ                       | 14                               |                                  |                                |          |    |                                  |                                  |                                  |  |  | 2月9日 シーザーズ・スーパードーム | 2月9日 シーザーズ・スーパードーム | 2月9日 シーザーズ・スーパードーム |
|  | 4                                                    | テキサンズ                                           | 32                                                   | 1                                              | チーフス                         | 23                               |                                  |                                |          |    |                                  |                                  |                                  |  |  | 2月9日 シーザーズ・スーパードーム | 2月9日 シーザーズ・スーパードーム | 2月9日 シーザーズ・スーパードーム |
|  | 2025年1月12日 レイモンド・ジェームス・スタジアム     |                                                      |                                                      | 1                                              | チーフス                         | 23                               |                                  |                                |          |    |                                  |                                  |                                  |  |  | 2月9日 シーザーズ・スーパードーム | 2月9日 シーザーズ・スーパードーム | 2月9日 シーザーズ・スーパードーム |
|  | 1月18日 フォード・フィールド                         |                                                      |                                                      |                                                |                                  |                                  |                                  |                                |          |    |                                  |                                  |                                  |  |  | 2月9日 シーザーズ・スーパードーム | 2月9日 シーザーズ・スーパードーム | 2月9日 シーザーズ・スーパードーム |
|  |                                                      |                                                      |                                                      |                                                |                                  |                                  |                                  |                                |          |    |                                  |                                  |                                  |  |  | 2月9日 シーザーズ・スーパードーム | 2月9日 シーザーズ・スーパードーム | 2月9日 シーザーズ・スーパードーム |
|  |                                                      |                                                      |                                                      |                                                |                                  |                                  |                                  |                                |          |    |                                  |                                  |                                  |  |  | 2月9日 シーザーズ・スーパードーム | 2月9日 シーザーズ・スーパードーム | 2月9日 シーザーズ・スーパードーム |
|  |                                                      |                                                      |                                                      |                                                |                                  |                                  |                                  |                                |          |    |                                  |                                  |                                  |  |  | 2月9日 シーザーズ・スーパードーム | 2月9日 シーザーズ・スーパードーム | 2月9日 シーザーズ・スーパードーム |
|  | A1                                                   | チーフス                                             | 22                                                   |                                                |                                  |                                  |                                  |                                |          |    |                                  |                                  |                                  |  |  |                                   |                                   |                                   |
|  | A1                                                   | チーフス                                             | 22                                                   |                                                |                                  |                                  |                                  |                                |          |    |                                  |                                  |                                  |  |  |                                   |                                   |                                   |
|  |                                                      | N2                                                   | イーグルス                                           | 40                                             |                                  |                                  |                                  |                                |          |    |                                  |                                  |                                  |  |  |                                   |                                   |                                   |
|  |                                                      | N2                                                   | イーグルス                                           | 40                                             |                                  |                                  |                                  |                                |          |    |                                  |                                  |                                  |  |  |                                   |                                   |                                   |
|  | 第59回スーパーボウル                                 |                                                      |                                                      |                                                |                                  |                                  |                                  |                                |          |    |                                  |                                  |                                  |  |  |                                   |                                   |                                   |
|  |                                                      |                                                      |                                                      |                                                |                                  |                                  |                                  |                                |          |    |                                  |                                  |                                  |  |  |                                   |                                   |                                   |
|  |                                                      |                                                      |                                                      |                                                |                                  |                                  |                                  |                                |          |    |                                  |                                  |                                  |  |  |                                   |                                   |                                   |
|  | 6                                                    | コマンダース                                         | 23                                                   |                                                |                                  |                                  |                                  |                                |          |    |                                  |                                  |                                  |  |  |                                   |                                   |                                   |
|  | 6                                                    | コマンダース                                         | 23                                                   | 6                                              | コマンダース                     | 45                               |                                  |                                |          |    |                                  |                                  |                                  |  |  |                                   |                                   |                                   |
|  | 3                                                    | バッカニアーズ                                       | 20                                                   | 6                                              | コマンダース                     | 45                               |                                  |                                |          |    |                                  |                                  |                                  |  |  |                                   |                                   |                                   |
|  | 3                                                    | バッカニアーズ                                       | 20                                                   | 1                                              | ライオンズ                       | 31                               |                                  |                                |          |    |                                  |                                  |                                  |  |  |                                   |                                   |                                   |
|  | 2025年1月13日 ステートファーム・スタジアム           |                                                      |                                                      | 1                                              | ライオンズ                       | 31                               |                                  |                                |          |    |                                  |                                  |                                  |  |  |                                   |                                   |                                   |
|  | NFC                                                  |                                                      |                                                      |                                                |                                  |                                  |                                  |                                |          |    |                                  |                                  |                                  |  |  |                                   |                                   |                                   |
|  |                                                      |                                                      |                                                      |                                                |                                  |                                  |                                  |                                |          |    |                                  |                                  |                                  |  |  |                                   |                                   |                                   |
|  | 1月19日 リンカーン・フィナンシャル・フィールド       |                                                      |                                                      |                                                |                                  |                                  |                                  |                                |          |    |                                  |                                  |                                  |  |  |                                   |                                   |                                   |
|  |                                                      |                                                      |                                                      |                                                |                                  |                                  |                                  |                                |          |    |                                  |                                  |                                  |  |  |                                   |                                   |                                   |
|  | 6                                                    | コマンダース                                         | 23                                                   |                                                |                                  |                                  |                                  |                                |          |    |                                  |                                  |                                  |  |  |                                   |                                   |                                   |
|  | 6                                                    | コマンダース                                         | 23                                                   |                                                |                                  |                                  |                                  |                                |          |    |                                  |                                  |                                  |  |  |                                   |                                   |                                   |
|  |                                                      | 2                                                    | イーグルス                                           | 55                                             |                                  |                                  |                                  |                                |          |    |                                  |                                  |                                  |  |  |                                   |                                   |                                   |
|  |                                                      | 2                                                    | イーグルス                                           | 55                                             |                                  |                                  |                                  |                                |          |    |                                  |                                  |                                  |  |  |                                   |                                   |                                   |
|  | 5                                                    | バイキングス                                         | 9                                                    | NFCチャンピオンシップ                          | NFCチャンピオンシップ            | NFCチャンピオンシップ            |                                  |                                |          |    |                                  |                                  |                                  |  |  |                                   |                                   |                                   |
|  | 5                                                    | バイキングス                                         | 9                                                    | NFCチャンピオンシップ                          | NFCチャンピオンシップ            | NFCチャンピオンシップ            |                                  |                                |          |    |                                  |                                  |                                  |  |  |                                   |                                   |                                   |
|  | 4                                                    | ラムズ                                               | 27                                                   |                                                |                                  |                                  |                                  |                                |          |    |                                  |                                  |                                  |  |  |                                   |                                   |                                   |
|  | 4                                                    | ラムズ                                               | 27                                                   |                                                |                                  |                                  |                                  |                                |          |    |                                  |                                  |                                  |  |  |                                   |                                   |                                   |
|  | 2025年1月12日 リンカーン・フィナンシャル・フィールド | 2025年1月12日 リンカーン・フィナンシャル・フィールド | 2025年1月12日 リンカーン・フィナンシャル・フィールド | 4                                              | ラムズ                           | 22                               |                                  |                                |          |    |                                  |                                  |                                  |  |  |                                   |                                   |                                   |
|  | 2025年1月12日 リンカーン・フィナンシャル・フィールド | 2025年1月12日 リンカーン・フィナンシャル・フィールド | 2025年1月12日 リンカーン・フィナンシャル・フィールド | 4                                              | ラムズ                           | 22                               |                                  |                                |          |    |                                  |                                  |                                  |  |  |                                   |                                   |                                   |
|  | 2025年1月12日 リンカーン・フィナンシャル・フィールド | 2025年1月12日 リンカーン・フィナンシャル・フィールド | 2025年1月12日 リンカーン・フィナンシャル・フィールド |                                                | 2                                | イーグルス                       | 28                               |                                |          |    |                                  |                                  |                                  |  |  |                                   |                                   |                                   |
|  | 2025年1月12日 リンカーン・フィナンシャル・フィールド | 2025年1月12日 リンカーン・フィナンシャル・フィールド | 2025年1月12日 リンカーン・フィナンシャル・フィールド |                                                | 2                                | イーグルス                       | 28                               |                                |          |    |                                  |                                  |                                  |  |  |                                   |                                   |                                   |
|  | 7                                                    | パッカーズ                                           | 10                                                   |                                                |                                  |                                  |                                  |                                |          |    |                                  |                                  |                                  |  |  |                                   |                                   |                                   |
|  | 7                                                    | パッカーズ                                           | 10                                                   |                                                |                                  |                                  |                                  |                                |          |    |                                  |                                  |                                  |  |  |                                   |                                   |                                   |
|  | 2                                                    | イーグルス                                           | 22                                                   |                                                |                                  |                                  |                                  |                                |          |    |                                  |                                  |                                  |  |  |                                   |                                   |                                   |
|  | 2                                                    | イーグルス                                           | 22                                                   |                                                |                                  |                                  |                                  |                                |          |    |                                  |                                  |                                  |  |  |                                   |                                   |                                   |

## 成績

### AFC東地区（4地区制）
- BUF:バッファロー・ビルズ、MIA:マイアミ・ドルフィンズ、NE:ニューイングランド・ペイトリオッツ、NYJ:ニューヨーク・ジェッツ
- 数字：シード順
- v：スーパーボウル優勝
- s：スーパーボウル敗退
- c：カンファレンス決勝敗退
- d：ディビジョナルプレーオフ敗退
- w：ワイルドカードプレーオフ敗退
- 年表示の背景色が変わっている年はチームがスーパーボウルを制覇した年

| 年   | 地区優勝 | 地区優勝 | 地区優勝 | 地区優勝 | 2位     | 2位 | 2位 | 2位 | 3位    | 3位 | 3位 | 3位 | 4位    | 4位 | 4位 | 4位 |
| 年   | チーム   | 勝       | 負       | 分       | チーム  | 勝  | 負  | 分  | チーム | 勝  | 負  | 分  | チーム | 勝  | 負  | 分  |
| ---- | -------- | -------- | -------- | -------- | ------- | --- | --- | --- | ------ | --- | --- | --- | ------ | --- | --- | --- |
| 2024 | BUF(2c)  | 15       | 2        | 0        | MIA     | 8   | 9   | 0   | NYJ    | 5   | 12  | 0   | NE     | 4   | 13  | 0   |
| 2023 | BUF(2d)  | 11       | 6        | 0        | MIA(6w) | 11  | 6   | 0   | NYJ    | 7   | 10  | 0   | NE     | 4   | 13  | 0   |
| 2022 | BUF(2d)  | 13       | 3        | 0        | MIA(7w) | 9   | 8   | 0   | NE     | 8   | 9   | 0   | NYJ    | 7   | 10  | 0   |
| 2021 | BUF(3d)  | 11       | 6        | 0        | NE (6w) | 10  | 7   | 0   | MIA    | 9   | 8   | 0   | NYJ    | 4   | 13  | 0   |
| 2020 | BUF(2c)  | 13       | 3        | 0        | MIA     | 10  | 6   | 0   | NE     | 7   | 9   | 0   | NYJ    | 2   | 14  | 0   |
| 2019 | NE (3w)  | 12       | 4        | 0        | BUF(5w) | 10  | 6   | 0   | NYJ    | 7   | 9   | 0   | MIA    | 5   | 11  | 0   |
| 2018 | NE (2v)  | 11       | 5        | 0        | MIA     | 7   | 9   | 0   | BUF    | 6   | 10  | 0   | NYJ    | 4   | 12  | 0   |
| 2017 | NE (1s)  | 13       | 3        | 0        | BUF(6w) | 9   | 7   | 0   | MIA    | 6   | 10  | 0   | NYJ    | 5   | 11  | 0   |
| 2016 | NE (1v)  | 14       | 2        | 0        | MIA(6w) | 10  | 6   | 0   | BUF    | 7   | 9   | 0   | NYJ    | 5   | 11  | 0   |
| 2015 | NE (2c)  | 12       | 4        | 0        | NYJ     | 10  | 6   | 0   | BUF    | 8   | 8   | 0   | MIA    | 5   | 11  | 0   |
| 2014 | NE (1v)  | 12       | 4        | 0        | BUF     | 9   | 7   | 0   | MIA    | 8   | 8   | 0   | NYJ    | 4   | 12  | 0   |
| 2013 | NE (2c)  | 12       | 4        | 0        | NYJ     | 8   | 8   | 0   | MIA    | 8   | 8   | 0   | BUF    | 6   | 10  | 0   |
| 2012 | NE (2c)  | 12       | 4        | 0        | MIA     | 7   | 9   | 0   | NYJ    | 6   | 10  | 0   | BUF    | 6   | 10  | 0   |
| 2011 | NE (1s)  | 13       | 3        | 0        | NYJ     | 8   | 8   | 0   | MIA    | 6   | 10  | 0   | BUF    | 6   | 10  | 0   |
| 2010 | NE (1d)  | 14       | 2        | 0        | NYJ(6c) | 11  | 5   | 0   | MIA    | 7   | 9   | 0   | BUF    | 4   | 12  | 0   |
| 2009 | NE (3w)  | 10       | 6        | 0        | NYJ(5c) | 9   | 7   | 0   | MIA    | 7   | 9   | 0   | BUF    | 6   | 10  | 0   |
| 2008 | MIA(3w)  | 11       | 5        | 0        | NE      | 11  | 5   | 0   | NYJ    | 9   | 7   | 0   | BUF    | 7   | 9   | 0   |
| 2007 | NE (1s)  | 16       | 0        | 0        | BUF     | 7   | 9   | 0   | NYJ    | 4   | 12  | 0   | MIA    | 1   | 15  | 0   |
| 2006 | NE (4c)  | 12       | 4        | 0        | NYJ(5w) | 10  | 6   | 0   | BUF    | 7   | 9   | 0   | MIA    | 6   | 10  | 0   |
| 2005 | NE (4d)  | 10       | 6        | 0        | MIA     | 9   | 7   | 0   | BUF    | 5   | 11  | 0   | NYJ    | 4   | 12  | 0   |
| 2004 | NE (2v)  | 14       | 2        | 0        | NYJ(5d) | 10  | 6   | 0   | BUF    | 9   | 7   | 0   | MIA    | 4   | 12  | 0   |
| 2003 | NE (1v)  | 14       | 2        | 0        | MIA     | 10  | 6   | 0   | BUF    | 6   | 10  | 0   | NYJ    | 6   | 10  | 0   |
| 2002 | NYJ(4d)  | 9        | 7        | 0        | NE      | 9   | 7   | 0   | MIA    | 9   | 7   | 0   | BUF    | 8   | 8   | 0   |

### AFC東地区（3地区制）
- BUF：バッファロー・ビルズ、MIA：マイアミ・ドルフィンズ、BOS→NE：ボストン・ペイトリオッツ→ニューイングランド・ペイトリオッツ、NYJ：ニューヨーク・ジェッツ、BAL→IND：ボルチモア・コルツ→インディアナポリス・コルツ
- 1982年シーズンはストライキの影響により、地区別成績ではなくカンファレンス上位8チームがプレイオフ進出するルールであったが、ここでは地区別に変換して表記する。
- 括弧内の数字はプレイオフ出場時のシード順（シード制導入前は表記なし）、文字はv：スーパーボウル優勝、s：スーパーボウル敗退・カンファレンス優勝、c：カンファレンス決勝敗退、d：ディビジョナルプレーオフ敗退、w：ワイルドカードプレイオフ敗退。1982年についてはd：2回戦敗退、w：1回戦敗退。

| 年   | 地区優勝 | 地区優勝 | 地区優勝 | 地区優勝 | 2位     | 2位 | 2位 | 2位 | 3位     | 3位 | 3位 | 3位 | 4位    | 4位 | 4位 | 4位 | 5位    | 5位 | 5位 | 5位 |
| 年   | チーム   | 勝       | 負       | 分       | チーム  | 勝  | 負  | 分  | チーム  | 勝  | 負  | 分  | チーム | 勝  | 負  | 分  | チーム | 勝  | 負  | 分  |
| ---- | -------- | -------- | -------- | -------- | ------- | --- | --- | --- | ------- | --- | --- | --- | ------ | --- | --- | --- | ------ | --- | --- | --- |
| 2001 | NE(2v)   | 11       | 5        | 0        | MIA(4w) | 11  | 5   | 0   | NYJ(6w) | 10  | 6   | 0   | IND    | 6   | 10  | 0   | BUF    | 3   | 13  | 0   |
| 2000 | MIA(3d)  | 11       | 5        | 0        | IND(6w) | 10  | 6   | 0   | NYJ     | 9   | 7   | 0   | BUF    | 8   | 8   | 0   | NE     | 5   | 11  | 0   |
| 1999 | IND(2d)  | 13       | 3        | 0        | BUF(5w) | 11  | 5   | 0   | MIA(6d) | 9   | 7   | 0   | NYJ    | 8   | 8   | 0   | NE     | 8   | 8   | 0   |
| 1998 | NYJ(2c)  | 12       | 4        | 0        | MIA(4d) | 10  | 6   | 0   | BUF(5w) | 10  | 6   | 0   | NE(6w) | 9   | 7   | 0   | IND    | 3   | 13  | 0   |
| 1997 | NE(3d)   | 10       | 6        | 0        | MIA(6w) | 9   | 7   | 0   | NYJ     | 9   | 7   | 0   | BUF    | 6   | 10  | 0   | IND    | 3   | 13  | 0   |
| 1996 | NE(2s)   | 11       | 5        | 0        | BUF(4w) | 10  | 6   | 0   | IND(6w) | 9   | 7   | 0   | MIA    | 8   | 8   | 0   | NYJ    | 1   | 15  | 0   |
| 1995 | BUF(3d)  | 10       | 6        | 0        | IND(5c) | 9   | 7   | 0   | MIA(6w) | 9   | 7   | 0   | NE     | 6   | 10  | 0   | NYJ    | 3   | 13  | 0   |
| 1994 | MIA(3d)  | 10       | 6        | 0        | NE(5w)  | 10  | 6   | 0   | IND     | 8   | 8   | 0   | BUF    | 7   | 9   | 0   | NYJ    | 6   | 10  | 0   |
| 1993 | BUF(1s)  | 12       | 4        | 0        | MIA     | 9   | 7   | 0   | NYJ     | 8   | 8   | 0   | NE     | 5   | 11  | 0   | IND    | 4   | 12  | 0   |
| 1992 | MIA(2c)  | 11       | 5        | 0        | BUF(4s) | 11  | 5   | 0   | IND     | 9   | 7   | 0   | NYJ    | 4   | 12  | 0   | NE     | 2   | 14  | 0   |
| 1991 | BUF(1s)  | 13       | 3        | 0        | NYJ(6w) | 8   | 8   | 0   | MIA     | 8   | 8   | 0   | NE     | 6   | 10  | 0   | IND    | 1   | 15  | 0   |
| 1990 | BUF(1s)  | 13       | 3        | 0        | MIA(4d) | 12  | 4   | 0   | IND     | 7   | 9   | 0   | NYJ    | 6   | 10  | 0   | NE     | 1   | 15  | 0   |
| 1989 | BUF(3d)  | 9        | 7        | 0        | IND     | 8   | 8   | 0   | MIA     | 8   | 8   | 0   | NE     | 5   | 11  | 0   | NYJ    | 4   | 12  | 0   |
| 1988 | BUF(2c)  | 12       | 4        | 0        | IND     | 9   | 7   | 0   | NE      | 9   | 7   | 0   | NYJ    | 8   | 7   | 1   | MIA    | 6   | 10  | 0   |
| 1987 | IND(3d)  | 9        | 6        | 0        | NE      | 8   | 7   | 0   | MIA     | 8   | 7   | 0   | BUF    | 7   | 8   | 0   | NYJ    | 6   | 9   | 0   |
| 1986 | NE(3d)   | 11       | 5        | 0        | NYJ(4d) | 10  | 6   | 0   | MIA     | 8   | 8   | 0   | BUF    | 4   | 12  | 0   | IND    | 3   | 13  | 0   |
| 1985 | MIA(2c)  | 12       | 4        | 0        | NYJ(4w) | 11  | 5   | 0   | NE(5s)  | 11  | 5   | 0   | IND    | 5   | 11  | 0   | BUF    | 2   | 14  | 0   |
| 1984 | MIA(1s)  | 14       | 2        | 0        | NE      | 9   | 7   | 0   | NYJ     | 7   | 9   | 0   | IND    | 4   | 12  | 0   | BUF    | 2   | 14  | 0   |
| 1983 | MIA(2d)  | 12       | 4        | 0        | NE      | 8   | 8   | 0   | BUF     | 8   | 8   | 0   | BAL    | 7   | 9   | 0   | NYJ    | 7   | 9   | 0   |
| 1982 | MIA(2s)  | 7        | 2        | 0        | NYJ(6c) | 6   | 3   | 0   | NE(7w)  | 5   | 4   | 0   | BUF    | 4   | 5   | 0   | BAL    | 0   | 8   | 1   |
| 1981 | MIA(2d)  | 11       | 4        | 1        | NYJ(4w) | 10  | 5   | 1   | BUF(5d) | 10  | 6   | 0   | BAL    | 2   | 14  | 0   | NE     | 2   | 14  | 0   |
| 1980 | BUF(3d)  | 11       | 5        | 0        | NE      | 10  | 6   | 0   | MIA     | 8   | 8   | 0   | BAL    | 7   | 9   | 0   | NYJ    | 4   | 12  | 0   |
| 1979 | MIA(3d)  | 10       | 6        | 0        | NE      | 9   | 7   | 0   | NYJ     | 8   | 8   | 0   | BUF    | 7   | 9   | 0   | BAL    | 5   | 11  | 0   |
| 1978 | NE(2d)   | 11       | 5        | 0        | MIA(4w) | 11  | 5   | 0   | NYJ     | 8   | 8   | 0   | BUF    | 5   | 11  | 0   | BAL    | 5   | 11  | 0   |
| 1977 | BAL(2d)  | 10       | 4        | 0        | MIA     | 10  | 4   | 0   | NE      | 9   | 5   | 0   | BUF    | 3   | 11  | 0   | NYJ    | 3   | 11  | 0   |
| 1976 | BAL(2d)  | 11       | 3        | 0        | NE(4d)  | 11  | 3   | 0   | MIA     | 6   | 8   | 0   | NYJ    | 3   | 11  | 0   | BUF    | 2   | 12  | 0   |
| 1975 | BAL(3d)  | 10       | 4        | 0        | MIA     | 10  | 4   | 0   | BUF     | 8   | 6   | 0   | NYJ    | 3   | 11  | 0   | NE     | 3   | 11  | 0   |
| 1974 | MIA(d)   | 11       | 3        | 0        | BUF(d)  | 9   | 5   | 0   | NE      | 7   | 7   | 0   | NYJ    | 7   | 7   | 0   | BAL    | 2   | 12  | 0   |
| 1973 | MIA(v)   | 12       | 2        | 0        | BUF     | 9   | 5   | 0   | NE      | 5   | 9   | 0   | NYJ    | 4   | 10  | 0   | BAL    | 4   | 10  | 0   |
| 1972 | MIA(v)   | 14       | 0        | 0        | NYJ     | 7   | 7   | 0   | BAL     | 5   | 9   | 0   | BUF    | 4   | 9   | 1   | NE     | 3   | 11  | 0   |
| 1971 | MIA(s)   | 10       | 3        | 1        | BAL(c)  | 10  | 4   | 0   | NE      | 6   | 8   | 0   | NYJ    | 6   | 8   | 0   | BUF    | 1   | 13  | 0   |
| 1970 | BAL(v)   | 11       | 2        | 1        | MIA(d)  | 10  | 4   | 0   | NYJ     | 4   | 10  | 0   | BUF    | 3   | 10  | 1   | BOS    | 2   | 12  | 0   |

#### AFL東地区
- BUF:バッファロー・ビルズ、HOU:ヒューストン・オイラーズ、BOS:ボストン・ペイトリオッツ、NY:ニューヨーク・タイタンズ→ニューヨーク・ジェッツ、MIA:マイアミ・ドルフィンズ
- 括弧内の文字はV：スーパーボウル（AFL-NFLワールドチャンピオンシップゲーム）優勝、s：スーパーボウル敗退・AFL優勝、a：AFL決勝敗退、d：ディビジョナルプレイオフ敗退、v：AFL優勝（AFL-NFLワールドチャンピオンシップゲーム設立前）

| 年                 | 地区優勝 | 地区優勝 | 地区優勝 | 地区優勝 | 2位    | 2位 | 2位 | 2位 | 3位    | 3位 | 3位 | 3位 | 4位    | 4位 | 4位 | 4位 | 5位    | 5位 | 5位 | 5位 |
| 年                 | チーム   | 勝       | 負       | 分       | チーム | 勝  | 負  | 分  | チーム | 勝  | 負  | 分  | チーム | 勝  | 負  | 分  | チーム | 勝  | 負  | 分  |
| ------------------ | -------- | -------- | -------- | -------- | ------ | --- | --- | --- | ------ | --- | --- | --- | ------ | --- | --- | --- | ------ | --- | --- | --- |
| 1969               | NY(d)    | 10       | 4        | 0        | HOU(d) | 6   | 6   | 2   | BOS    | 4   | 10  | 0   | BUF    | 4   | 10  | 0   | MIA    | 3   | 10  | 1   |
| 1968               | NY(V)    | 11       | 3        | 0        | HOU    | 7   | 7   | 0   | MIA    | 5   | 8   | 1   | BOS    | 4   | 10  | 0   | BUF    | 1   | 12  | 1   |
| 1967               | HOU(a)   | 9        | 4        | 1        | NY     | 8   | 5   | 1   | BUF    | 4   | 10  | 0   | MIA    | 4   | 10  | 0   | BOS    | 3   | 10  | 1   |
| 1966               | BUF(a)   | 9        | 4        | 1        | BOS    | 8   | 4   | 2   | NY     | 6   | 6   | 2   | HOU    | 3   | 11  | 0   | MIA    | 3   | 11  | 0   |
| スーパーボウル開始 |          |          |          |          |        |     |     |     |        |     |     |     |        |     |     |     |        |     |     |     |
| 1965               | BUF(a)   | 10       | 3        | 1        | NY     | 5   | 8   | 1   | BOS    | 4   | 8   | 2   | HOU    | 4   | 10  | 0   |        |     |     |     |
| 1964               | BUF(v)   | 12       | 2        | 0        | BOS    | 10  | 3   | 1   | NY     | 5   | 8   | 1   | HOU    | 4   | 10  | 0   |        |     |     |     |
| 1963               | BOS(a)   | 7        | 6        | 1        | BUF(d) | 7   | 6   | 1   | HOU    | 6   | 8   | 0   | NY     | 5   | 8   | 1   |        |     |     |     |
| 1962               | HOU(a)   | 11       | 3        | 0        | BOS    | 9   | 4   | 1   | BUF    | 7   | 6   | 1   | NY     | 5   | 9   | 0   |        |     |     |     |
| 1961               | HOU(v)   | 10       | 3        | 1        | BOS    | 9   | 4   | 1   | NY     | 7   | 7   | 0   | BUF    | 6   | 8   | 0   |        |     |     |     |
| 1960               | HOU(v)   | 10       | 4        | 0        | NY     | 7   | 7   | 0   | BUF    | 5   | 8   | 1   | BOS    | 5   | 9   | 0   |        |     |     |     |

## 主な選手

### 永久欠番
| ニューイングランド・ペイトリオッツ 永久欠番一覧 |                            |                  |            |           |
| 背番号                                          | 選手                       | 選手             | ポジション | 在籍期間  |
| 20                                              | ジーノ・キャパレッティ     | Gino Cappelletti | WR, K      | 1960–1970 |
| 40                                              | マイク・ヘインズ           | Mike Haynes      | CB         | 1976–1982 |
| 57                                              | スティーブ・ネルソン       | Steve Nelson     | LB         | 1974–1987 |
| 73                                              | ジョン・ハナ               | John Hannah      | G          | 1973–1985 |
| 78                                              | ブルース・アームストロング | Bruce Armstrong  | T          | 1987–2000 |
| 79                                              | ジム・リー・ハント         | Jim Lee Hunt     | DL         | 1960–1971 |
| 89                                              | ボブ・ディー               | Bob Dee          | DL         | 1960–1967 |

### プロフットボール殿堂
| プロフットボール殿堂入りメンバー一覧 |                        |                 |              |           |        |
| 選手                                 |                        |                 |              |           |        |
| 背番号                               | 名前                   | 名前            | ポジション   | 在籍期間  | 選出年 |
| 73                                   | ジョン・ハナ           | John Hannah     | G            | 1973–1985 | 1991   |
| 40                                   | マイク・ヘインズ       | Mike Haynes     | CB           | 1976–1982 | 1997   |
| 85                                   | ニック・ブオニコンティ | Nick Buoniconti | LB           | 1962–1968 | 2001   |
| 56                                   | アンドレ・ティペット   | Andre Tippett   | LB           | 1982–1993 | 2008   |
| 28                                   | カーティス・マーティン | Curtis Martin   | RB           | 1995–1997 | 2012   |
| 55                                   | ジュニア・セアウ       | Junior Seau     | LB           | 2006–2009 | 2015   |
| 81                                   | ランディ・モス         | Randy Moss      | WR           | 2007–2010 | 2018   |
| 24                                   | タイ・ロー             | Ty Law          | CB           | 1995–2004 | 2019   |
| コーチ・エグゼクティブ               |                        |                 |              |           |        |
| 名前                                 | 名前                   | 名前            | 役職         | 在籍期間  | 選出年 |
| ビル・パーセルズ                     | ビル・パーセルズ       | Bill Parcells   | ヘッドコーチ | 1993–1996 | 2013   |

### チーム殿堂入り
- ジョン・ハナ John Hannah　G　[1973-85]　1991年選出
- ニック・ブオニコンティ Nick Buoniconti　LB　[1962-68]　1992年選出
- ジーノ・キャパレッティ Gino Cappelletti　K/WR　[1960-70]　1992年選出
- ボブ・ディー Bob Dee　DL　[1960-67]　1993年選出
- ジム・リー・ハント Jim Lee Hunt　DL　[1960-70]　1993年選出
- スティーブ・ネルソン Steve Nelson　LB　[1974-87]　1993年選出
- ベイブ・パリリ Babe Parilli　QB　[1961–1967]　1993年選出
- マイク・ヘインズ Mike Haynes　CB　[1976-82]　1994年選出
- スティーブ・グローガン Steve Grogan　QB　[1975–1990]　1995年選出
- アンドレ・ティペット Andre Tippett　LB　[1982-1993]　1999年選出
- ブルース・アームストロング Bruce Armstrong　T　[1987-2000]　2001年選出
- スタンリー・モーガン Stanley Morgan　WR　[1977–1989]　2007年選出
- ベン・コーツ Ben Coates　TE　[1991–1999]　2008年選出
- ジム・ナンス Jim Nance　FB　[1965–1971]　2009年選出
- ビリー・サリバン Billy Sullivan　創始者、オーナー　[1960–1988]　2009年選出
- サム・カニンガム Sam Cunningham　RB　[1973–1982]　2010選出

### 過去に在籍した選手
- WR ランディ・モス (81) 2007-2010年
- K アダム・ビナティエリ (4) 1996-2005年
- WR ウェス・ウェルカー (83) 2007-2012年

ランアフターキャッチに秀でている。サンディエゴ・チャージャーズでプロのキャリアをスタートさせるがわずか一週間で解雇され、本人によれば悔しさのあまり帰りの車の中で号泣したという。マイアミ・ドルフィンズ時代に対ペイトリオッツ戦でキックリターン、パントリターン、エクストラ・ポイント・キック、FG、タックルを記録し、これはNFL史上二人目のことであった。2007年に加入後3シーズン連続で100キャッチ、1,000ヤードレシーブを記録している。リターナーとしても活躍。第42回スーパーボウルでは大会史上最多タイとなる11キャッチを記録。2度のプロボウル、3度のオールプロ選出。2007年と2009年はNFLトップのレセプション回数を記録した。2013年よりブロンコスに移籍。
- WR ディオン・ブランチ Deion Branch (84) 2002-2005, 2010-2012年

ドラフト2巡指名でチームに加入。175cmと小柄ながら1年目から活躍し第39回スーパーボウルでは大会最多タイ記録となる11回のパス捕球を記録してMVPを獲得した。第38回スーパーボウルでも10回のパスキャッチを記録しており、連続する2回のスーパーボウルで21キャッチという成績はNFL記録。またキャリア通算でのスーパーボウルのキャッチ数ではジェリー・ライスなどに次いで歴代3位である。契約がまとまらず2006年にシアトル・シーホークスに移籍した。2010年シーズン開幕後、ランディ・モスの退団したチームに復帰した。2002年から2005年までの背番号は83。その後は復帰と解雇を繰り返している。
- RB ケビン・フォーク  Kevin Faulk (33) 2000-2011年

チームを支えるベテランRB。パスキャッチがうまく、3rdダウンバックやWR、リターナーとしてもプレー。今もチームに残っている選手としては、スーパーボウル3度制覇を経験している数少ないメンバーの一人。マーシャル・フォークとは遠縁の親戚にあたる。
- LT マット・ライト Matt Light (72) 2001-2011年

ブレイディのブラインドサイドを守り続ける不動のLT。試合終了間際の重要なFG時にいつも中腰で祈っている。現在のチームには4人しかいないスーパーボウル3度制覇を経験している選手の一人。プロボウルに2度、オールプロに1度選出されている。2011年をもって引退。
- QB ドリュー・ブレッドソー Drew Bledsoe (11) 1993-2001年

ドラフト全体1位指名でチームに加入。プロボウルに3度選出されるなどチーム史上に残る活躍でスーパーボウル出場に大きく貢献し、数々のフランチャイズ記録を塗り替えた。2001年の3月に10年1億300万ドルという大型契約を結んだが、その年のシーズン序盤に負傷離脱すると代わったブレイディにスターターの座を奪われた。しかしながらブレッドソーの起用を望む声は多く、メディアも論争を焚きつけようとした。しかしブレッドソーはメディアに対し不満を公にせず、AFCチャンピオンシップでは負傷交代したブレイディの代役をしっかりとこなすなどバックアッパーとしてチーム史上初のスーパーボウル制覇を支えた。2002年に同地区のバッファロー・ビルズにトレードされ3シーズンを過ごし、2002年には4度目のプロボウル選出を果たした。ダラス・カウボーイズで2シーズンを過ごしたのち2007年4月に引退を表明。自ら「幸運だった」と振り返ったフットボールキャリアに幕を閉じた。
- LG スティーブン・ニール Stephen Neal (61) 2001-2011年

現在のチームに4人しかいないスーパーボウル3度制覇を経験したメンバーの一人。しかしスターターとしてプレーしたのは第39回スーパーボウルのみである。2001年は一時フィラデルフィア・イーグルスにも在籍した。大学時代はレスリングで活躍し151勝10敗の成績をおさめ、のちのWWE、UFC王者であるブロック・レスナーにも勝利している。またシドニーオリンピックにも出場するなど大学時代はほとんどフットボールをプレーしていない。2004年シーズンからスターターとして活躍している。
- WR トロイ・ブラウン Troy Brown (80) 1993-2008年

ドラフト8巡で加入後チーム一筋でプレーした。ペイトリオッツでのレシーブ557回、パントリターン252回2,625ヤードはチーム歴代最多記録である。WR、リターナ、2004年のラムズ戦からはCBとしても出場し2006年のプレシーズンではQBとしてもプレーした。チームが強力なWR陣を補強した2007年は怪我もあってプレーの機会がほとんどなく、第16週のマイアミ・ドルフィンズ戦で6回のパントリターンを行ったのみであった（うち2回でフェアキャッチ、ファンブル一回、最も長いリターンは28ヤード）。しかしながら第1Qにパントリターンで登場した際はホームの観客から大きな歓声を集めた。2008年シーズン前に引退し、ホームで行われたニューヨーク・ジェッツ戦のハーフタイムにセレモニーが行われた。
- WR デイビッド・パッテン David Patten (86) 2001-2004,2010年

ドラフトにはかからず、アリーナ・フットボールを経験したのちニューヨーク・ジャイアンツでプロのキャリアをスタートさせた。クリーブランド・ブラウンズを経て2001年にペイトリオッツと契約。以後チームの主力として活躍し、第36回スーパーボウルでは見事なTDパスキャッチを決めるなど3度のスーパーボウル制覇に貢献した。2001年シーズンのインディアナポリス・コルツ戦ではパス、パスレシーブ、ランの3つでTDをあげ、同記録を達成したNFL史上6人目の選手となった。2005年にワシントン・レッドスキンズに移籍し、以後いくつかのチームを渡り歩く。2010年に再びペイトリオッツと契約したが、トレーニングキャンプにて引退を表明した。
- WR デイビッド・ギブンズ David Givens (87) 2002-2005年

ドラフト7巡、全体253位という下位指名でチームに加入。2003年から活躍を見せ、以後スターターWRとしてスーパーボウル連覇に貢献した。レギュラーシーズンでのTDパスキャッチは12個にとどまるが、ポストシーズンでは2003年のAFCチャンピオンシップから2005年のディビジョナル・プレーオフまで7試合連続でTDパスキャッチを決めるなど大舞台で勝負強さを発揮した。スーパーボウルでの2TDを含むポストシーズン通算7TDパスキャッチはペイトリオッツ史上最多記録である。2006年にテネシー・タイタンズに移籍したが、5試合に出場したのち前十字靱帯を断裂。二度とフィールドに戻ってくることはなかった。2010年の6月にボストンの北部近郊にEuphoria Lifestyle Caféという飲食店をオープンし、自ら営業している。
- RB コーリー・ディロン Corey Dillon (28) 2004-2006年

シンシナティ・ベンガルズからトレードで加入。スーパーボウルに勝てるチームでのプレーを望んだためであったが、そのシーズンにチーム記録となる1,635ヤードを獲得するなどスーパーボウル優勝に貢献した。この年を含め4度プロボウルに選出されている。05年はスランプに陥り、06年は新人RBマロニーとの併用が主となった。07シーズン前に放出され移籍先が見つからず引退。2010年に妻への暴行容疑で逮捕された。
- DE リチャード・シーモア Richard Seymour (93) 2001-2008年

ドラフト全体6位で入団。5度のプロボウル、4度のオールプロ選出を誇るなど2000年代最高のディフェンス・ラインの一人としてペイトリオッツの3度のスーパーボウル制覇に大きく貢献した。09年シーズン直前にオークランド・レイダースへ、2011年ドラフト1巡指名権とトレードされた。
- LB マイク・ブレイベル Mike Vrabel (50) 2001-2008年

ピッツバーグ・スティーラーズで4シーズン過ごしたがスターターになれず、2001年にペイトリオッツに加入。LBながらゴール前のスペシャルプレイヤーとしてレギュラーシーズンで8つのTDレシーブを記録し、スーパーボウルでも2つのTDレシーブを決めた。ブレイベルいわく「練習で僕はいつもオープンだった。」 第38回スーパーボウルでは2サック、1ファンブル・フォース、1TDパスキャッチとMVP級の活躍を見せるなど3度のスーパーボウル制覇に大きく貢献した。現在はテネシー・タイタンズでヘッドコーチに就任している。
- LB テッド・ジョンソン Ted Johnson (52)　1995-2004年

ドラフト2巡で加入。ランディフェンスのスペシャリストとして活躍し、3度のスーパーボウル制覇に貢献した。脳震盪に悩まされ2005年シーズン前に引退。初期のアルツハイマー病の兆しがあると神経科医に言われ、一時期ほどではないが現在も頭痛や鬱に悩まされている。それらに関して2007年にベリチックへの批判ともとれる発言を行ったが、後のインタビューで悪意を持っているわけではないと明かした。2009年の9月からニューイングランド・スポーツ・ネットワークで働いている。
- S ブランドン・メリーウェザー Brandon Meriweather (31) 2007年-2010

2007年の1巡指名。大学時代に発砲事件を起こしており（チームメイトに発砲した加害者に対しての正当防衛であり、銃も正当に所有していたものであった）、FIU対マイアミ大学では相手選手に暴力行為を働くなど、その素行に関してドラフト時は心配の声もあった。ロドニー・ハリソンの離脱後スターターとして起用されると、以後世代交代が進むなか主力として活躍。2009年には自身初のプロボウルに選出された。
- LB テディ・ブルスキ Tedy Bruschi (54) 1996-2008年

ドラフト3巡で加入後チーム一筋でプレーした。チームが出場した6度のスーパーボウルのうち5試合に出場している、まさにチーム史に残るディフェンスリーダー。ペイトリオッツの50周年アニバーサリー・チームではディフェンス・キャプテンに選ばれている。不動のインサイドLBとしてフィールド上でペイトリオッツの3-4ディフェンスを指揮した。2度プロボウルに選出され、2005年シーズンには脳梗塞で倒れるもシーズン途中に復帰しカムバック賞に輝いた。2009年シーズン直前に引退。ベリチックは会見で涙をこらえながら"the perfect player"と彼を讃えた。現在はESPNでフットボール解説者を務めている。
- LB ウィリー・マクギネスト Willie McGinest (55) 1994-2005年

ドラフト全体4位でチームに加入。DEとしてもプレーし、王朝時代のサックリーダーとして3度のスーパーボウル制覇に大きく貢献した。78サックはペイトリオッツ史上歴代3位の記録である。プロボウルにも2度選出。2005年のワイルドカード・プレイオフで記録したポストシーズン1試合での4.5サック、ポストシーズン通算16サックはどちらもNFL最多記録である。サラリーキャップの問題で2006年に放出され、クリーブランド・ブラウンズでプレー。現在は未所属であるが事実上の引退状態にある。
- LB ジュニア・セアウ (55) 2006-2007,2008,2009年

サンディエゴ・チャージャーズでプロボウルに12度も選出された90年代を代表する選手。ドルフィンズを経て2006年に古巣のチャージャーズと1日契約を結び引退したが、わずか4日後にペイトリオッツと契約。2007年は全試合に出場しレギュラーシーズン全勝に貢献した。2008年、2009年にもシーズン途中でペイトリオッツに復帰し2009シーズン終了後、再度引退を表明した。
- CB タイ・ロー Ty Law (24) 1995-2004年

ドラフト1巡でチームに加入。バンプなどを駆使したフィジカルなパスカバーとハードなディフェンスで活躍した。4度のプロボウルと2度のオールプロに選出され、第36回スーパーボウルではINTリターンタッチダウンを奪うなど3度のスーパーボウル制覇に貢献した。NFL 2000年代オール・ディケイド・チームにも選ばれている。サラリー・キャップの問題で2005年シーズン前に放出され、ニューヨーク・ジェッツなどでプレーした。2005年には5度目のプロボウル選出を果たしている。2009年シーズンはデンバー・ブロンコスに在籍。
- CB アサンテ・サミュエル Asante Samuel (22) 2003-2007年

ドラフト4巡でチームに加入し、2度のスーパーボウル制覇を味わった。スターターとなった当初は苦戦するが、2006年シーズンに目覚ましい活躍を見せチャンプ・ベイリーと並ぶリーグ最多の10INTを記録した。現在はフィラデルフィア・イーグルスに在籍。
- 11 ジュリアン・エデルマン (WR) 2009-2020年

2009年のドラフト7巡指名で加入。高校、大学とQBとしてプレーし、機動力を生かして大学ではパスで1820ヤード13TD、ランでは1,551ヤード13TDをあげた。NFLコンバインには招待されなかったが、プロデイで彼は20ヤード・ショート・シャトルにて3秒92という成績を残しており、これはコンバインに参加したすべての選手より速いタイムであった。ペイトリオッツではブレッドソーが2001年シーズンを最後にチームを去って以来、誰もつけていなかった背番号11を実に8シーズンぶりに背負うこととなった。ワイルドキャット・フォーメーションでの起用が主かと思われていたが、プレシーズン第1週でWRとしてプレーしパントリターンTDをあげるなどの活躍を見せファンを驚かせた。レギュラーシーズンは怪我にも悩まされたが、ウェルカーを欠いたディビジョナル・プレーオフではNFLのルーキーWRとしては1995年シーズン以来の2TDキャッチを決めるなど、完敗したチームにあって一人気を吐いた。なお身長が6'0フィートとなっていることが多いが、実際には5'10フィートである。
- 17 アーロン・ドブソン (WR) 2013-2015年
- 76 セバスチャン・ボルマー (T) Sebastian Vollmer 2009-2016年

2009年ドラフト2巡指名の期待のラインマン。ドイツ生まれ、14歳までフットボールの経験が全くなかったというNFL選手としては異色の経歴の持ち主。大学2年生まではTEとしてプレーしており、ヒューストン大学に入学した当初は英語をかろうじて話せる程度であった。ルーキーシーズンではマット・ライトやニック・カイザーが怪我で離脱したこともあり14試合に出場。当時12試合（レギュラーシーズンでは11試合）連続サックを記録していたコルツのDEドワイト・フリーニーをTEの助けを借りながらとはいえ封じきるなど（この試合はフリーニーが出場した試合でサックを記録できなかった2009年シーズン唯一の試合となった）、両サイドのTとして活躍した。
- 75 ビンス・ウィルフォーク (DT) Vince Wilfork 2004-2014年

2004年のドラフト1巡指名選手で、チームの3-4ディフェンスを支える147キロの巨漢NT。2度のプロボウル、1度のオールプロ選出。プロデイでの彼の40ヤード走のタイムは、コンバインでのブレイディの記録よりも速い。
- 51 ジェロッド・メイヨ (LB) Jerod Mayo 2008-2015年

2008年の1巡指名で、同シーズンの最優秀守備新人選手に選出された。翌シーズンは怪我にも悩まされたがチームトップの103タックルを記録。ブルースキーが去ったチームにあって、新たなディフェンスリーダーとして入団している。なお、2015年引退の後2019年からはチームのインサイド・ラインバッカーコーチに就任し、2024年シーズンからはヘッドコーチとなった。
- SS ロドニー・ハリソン (37) 2003-2008年
- QB トム・ブレイディ (12) 2000-2019年
- TE ロブ・グロンコウスキー (87) 2010-2018年

## 歴代ヘッドコーチ
- ルー・セイバン Lou Saban（1960年 - 1961年）
  - レギュラーシーズン7勝12敗
- マイク・ホロバック Mike Holovak（1961年 - 1968年）
  - レギュラーシーズン52勝46敗9分け プレーオフ1勝1敗
- クライブ・ラッシュ Clive Rush（1969年 - 1970年）
  - レギュラーシーズン5勝16敗
- ジョン・メーザー John Mazur（1970年 - 1972年）
  - レギュラーシーズン9勝21敗
- フィル・ベングソン Phil Bengtson（1972年）
  - レギュラーシーズン1勝4敗
- チャック・フェアバンクス Chuck Fairbanks（1973年 - 1978年）
  - レギュラーシーズン46勝39敗 プレーオフ2敗
- ロン・エルハルト Ron Erhardt（1979年 - 1981年）
  - レギュラーシーズン21勝28敗
- ロン・マイヤー Ron Meyer（1982年 - 1984年）
  - レギュラーシーズン18勝15敗 プレーオフ1敗
- レイモンド・ベリー Raymond Berry（1984年 - 1989年）
  - レギュラーシーズン48勝39敗 プレーオフ3勝2敗 スーパーボウル出場1回
- ロッド・ラスト Rod Rust（1990年）
  - レギュラーシーズン1勝15敗
- ディック・マクファーソン Dick MacPherson（1991年 - 1992年）
  - レギュラーシーズン8勝24敗
- ビル・パーセルズ Bill Parcells（1993年 - 1996年）
  - レギュラーシーズン32勝32敗 プレーオフ2勝2敗 スーパーボウル出場1回
- ピート・キャロル Pete Carroll（1997年 - 1999年）
  - レギュラーシーズン27勝21敗 プレーオフ1勝2敗
- ビル・ベリチック Bill Belichick（2000年 - 2023年）
  - レギュラーシーズン262勝108敗 プレーオフ30勝12敗 スーパーボウル出場9回・制覇6回 ※2022-2023年シーズン終了時まで
- ジェロッド・メイヨ Jerod Mayo (2024年)
- マイク・ブラベル Mike Vravel (2025年 - )

## 不祥事
- 2007年、開幕戦で相手チームのディフェンスシグナルを盗撮。通称「スパイゲート」。

- 2015年、AFCチャンピオンシップゲームで、細工を加えたボールを使ったとされる疑惑。通称「デフレートゲート」。

- 2019シーズン中、チームのビデオクルーがシンシナティ・ベンガルズのサイドラインを盗撮していたことにより、2020年6月29日、NFLから罰金110万ドルを科され、2021年ドラフト3巡目指名権を剥奪された[64]。